# Fiat C.R.42
Il Fiat C.R.42 Falco era un biplano di tipo sesquiplano, monoposto e monomotore da caccia con carrello fisso e struttura metallica a rivestimento misto (parte in metallo e parte in tela), realizzato dalla casa torinese alla fine degli anni trenta. Venne utilizzato nella seconda guerra mondiale prevalentemente dalla Regia Aeronautica, ma fu acquistato anche da paesi come Belgio, Ungheria, Finlandia e Svezia.
Il "Falco" fu l'ultimo caccia biplano della storia ad essere costruito in serie. Assieme al Gloster Gladiator britannico e al Polikarpov I-15 sovietico, fu anche l'ultimo caccia biplano a combattere nel secondo conflitto mondiale e l'ultimo biplano nella storia ad abbattere, nel 1945, un aereo nemico.
Il C.R.42 venne prodotto fino al 1944 e detiene tuttora il primato di essere l'aereo italiano costruito nel maggior numero di esemplari (circa 1800).

## Storia del progetto
Partendo dal grande successo del Fiat C.R.32 "Freccia", nel 1935-36 la divisione dell'ufficio tecnico della Fiat diretta dall'ingegnere Celestino Rosatelli iniziò a lavorare al suo successore, quello che sarebbe stato il Fiat C.R.42 "Falco". Il nuovo biplano era equipaggiato con un motore radiale Fiat A.74 RC.38 a 14 cilindri in doppia stella da 840 CV a 3800 m di quota. Progettato dagli ingegneri Tranquillo Zerbi e Antonio Fessia, il nuovo propulsore era uno sviluppo del Pratt & Whitney R-1830 SC-4 Twin Wasp.
Quella del biplano da caccia era ormai una formula superata e le caratteristiche di volo e di armamento del nuovo caccia erano nettamente inferiori a quelle degli aerei che il C.R.42 si sarebbe trovato di fronte nel corso della seconda guerra mondiale, ma i successi che il suo predecessore C.R.32 stava conseguendo nella guerra civile spagnola, anche contro le macchine ben più moderne messe in campo dall'Unione Sovietica, convinsero la Regia Aeronautica che la formula fosse ancora valida, non considerando che i risultati ottenuti dal C.R.32 erano dovuti, sì, alla bontà della macchina, ma anche e soprattutto alla minore esperienza degli aviatori nemici. Per giunta, il C.R.32 era stato progettato per tattiche di combattimento (il cosiddetto “combattimento manovrato” stile prima guerra mondiale) ormai inadatte e superate.
Il ministero dell'Aeronautica ordinò il nuovo biplano il 10 febbraio 1938, emettendo una specifica per la fornitura di due prototipi intermedi C.R.40 e C.R.41. Il primo C.R.42 volò sull'aeroporto di Torino-Aeritalia il 23 maggio 1938 ai comandi del pilota collaudatore Valentino Cus.

### Produzione
Il "Falco" fu subito accolto favorevolmente dai piloti italiani. Se ne decise, pertanto, la produzione in grande serie, in parallelo con i nuovi caccia monoplani (Fiat G.50 e Macchi M.C.200, con cui condivideva il propulsore) per soddisfare le richieste della Regia Aeronautica, del Belgio, con 34 esemplari consegnati tra il dicembre 1939 e il giugno 1940, e della Svezia, con 72 velivoli consegnati tra il 1940 e il 1941.
La produzione continuò fino a tutto il 1944 sommando almeno 1.817-1.819 aeroplani prodotti, dei quali 63 (secondo altre fonti 51) costruiti sotto il controllo della Luftwaffe e 140 completati per l'esportazione. Questi numeri fanno del "Falco" l'aereo italiano costruito nel maggior numero di esemplari." Nella maggior parte delle versioni costruite non era previsto un apparecchio radio.

## Tecnica
Aveva struttura interamente metallica, principalmente in alluminio per l'ala e in traliccio di tubi d'acciaio al cromo-molibdeno per la fusoliera. Il rivestimento era in lega leggera per la parte anteriore della fusoliera e in tela per le ali, la parte inferiore del tronco posteriore di fusoliera e le superfici di controllo. Le ali avevano una struttura su due longheroni, con bordo d'entrata in alluminio, erano coperte in tela verniciata ed erano collegate tra loro e alla fusoliera tramite controventatura a trave di "Warren" secondo uno schema tipico di molti biplani Fiat (la stessa degli Ansaldo S.V.A. della prima guerra mondiale). Gli alettoni erano presenti solo nell'ala superiore. Il timone e lo stabilizzatore avevano la stessa struttura delle ali.
La cappottatura del motore era di tipo NACA. Tra propulsore e abitacolo c'era il serbatoio principale del carburante da 350 litri, mentre quello di riserva da 110 litri era sotto il seggiolino del pilota. Il carrello era fisso con ruote carenate e sospensioni.. La cabina di pilotaggio era scoperta.
L'armamento consisteva di due mitragliatrici Breda-SAFAT da 12,7 mm montate nella parte superiore della fusoliera, subito dietro al motore, con fuoco sincronizzato attraverso il disco dell'elica; le scatole portamunizioni potevano contenere circa 400 colpi per arma.
Il motore FIAT A.74 RC.38 aveva una potenza massima di 840 CV a un regime di 2 400 giri e a 3 800 m di quota e di 740 CV al decollo. Aveva una doppia stella di sette cilindri ed era raffreddato ad aria. L'elica era una FIAT 3D,41-1 tripala metallica a velocità costante di 2,90 m di diametro, con la particolarità dell'asse spostato di mezzo grado a destra e di un grado e mezzo verso l'alto.

## Impiego operativo
Il "Falco" conobbe anche un discreto successo di esportazione, venendo acquistato dall'aviazione belga (che lo impiegò nel maggio 1940 contro la Luftwaffe), dalla Svezia e dall'Ungheria, con i cui colori operò sul fronte orientale. Alcuni C.R.42 "Egeo" operarono con i colori iracheni in Medio Oriente.

### Regia Aeronautica
Il C.R.42 entrò in servizio nella Regia Aeronautica nel maggio 1939, assegnato al 53º Stormo basato a Torino-Caselle. Allo scoppio della seconda guerra mondiale ne erano già stati consegnati circa trecento, che il 10 giugno 1940 costituivano il 40% dell'intera linea da caccia italiana. I C.R.42 operarono fino all'armistizio per la difesa nazionale come caccia diurni e notturni. In Africa settentrionale venne adoperato come assaltatore con due bombe (fino a 100 kg l'una) sotto le ali.

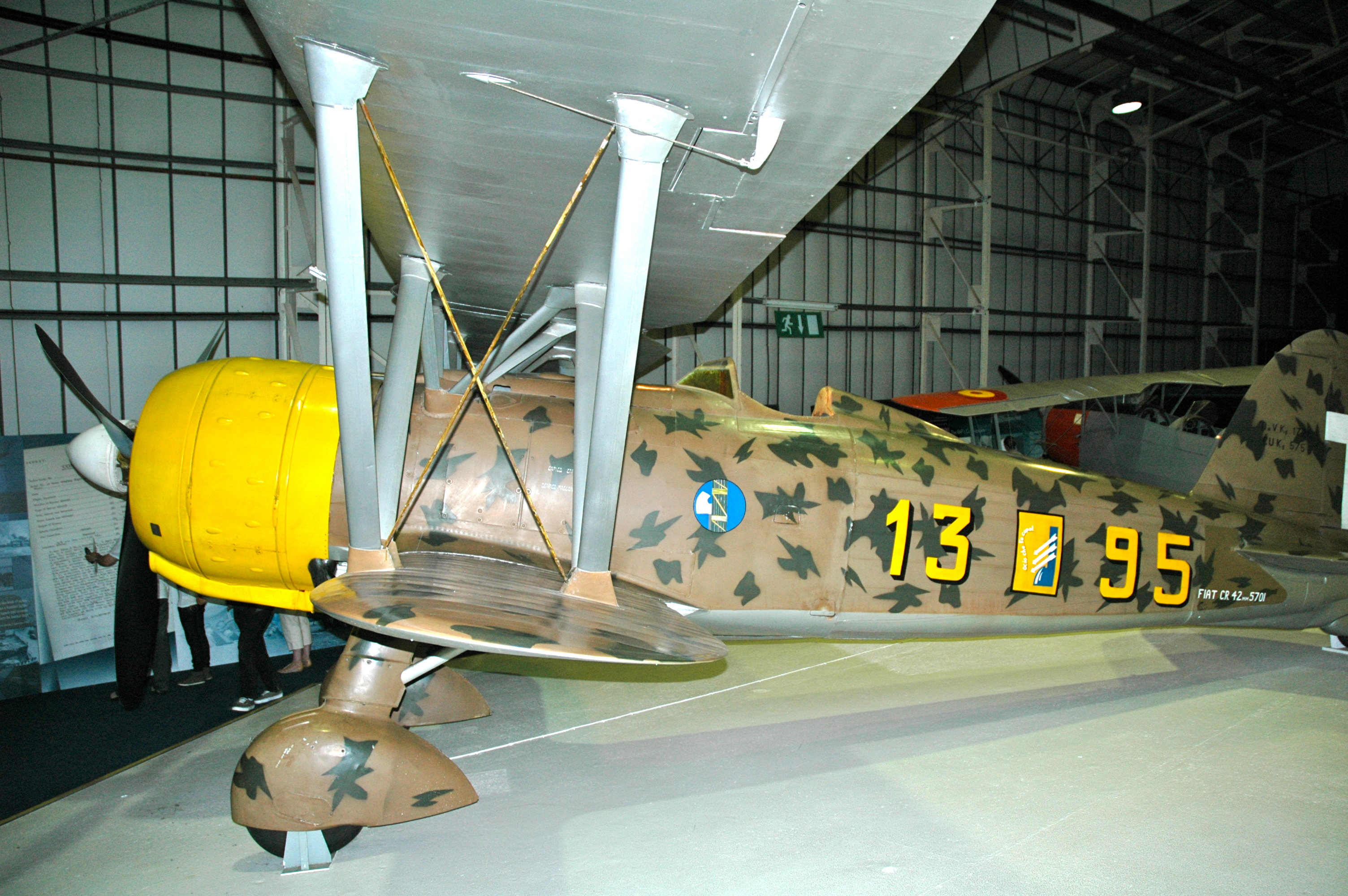
Vista laterale del Fiat C.R.42 esposto al Royal Air Force Museum, Londra.

Alcuni esemplari sopravvissuti al conflitto vennero utilizzati nelle scuole di volo della neo-rifondata Aeronautica Militare, tra le quali i quattro gruppi del Comando Scuole di Volo basato presso l'aeroporto di Lecce-Galatina.

#### La campagna contro la Francia

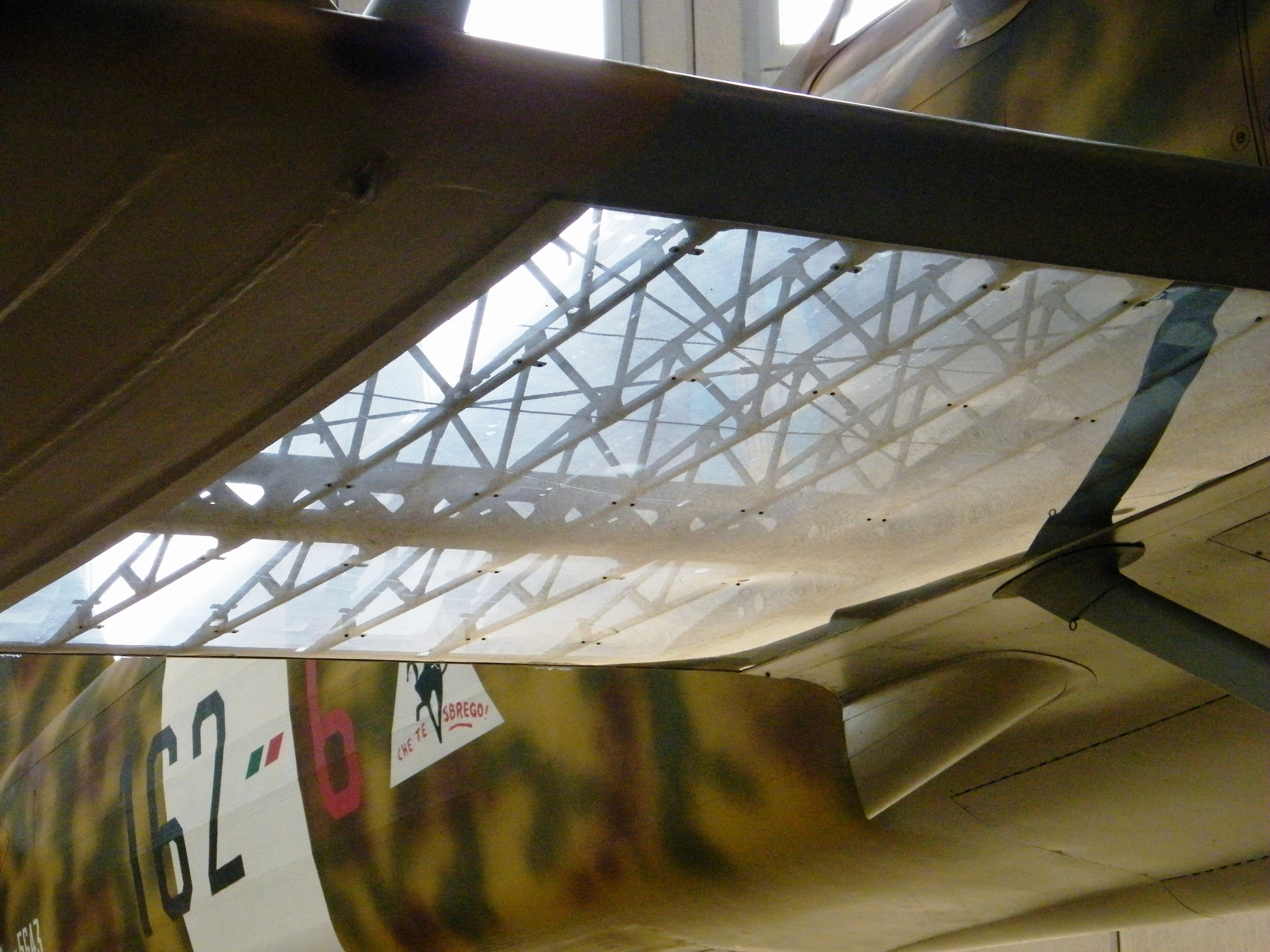
Dettaglio della struttura interna dell'ala.

I C.R.42 ebbero il battesimo del fuoco nella mattinata del 13 giugno 1940, quando ventitré aerei del 23º Gruppo del 3º Stormo scortarono dieci bombardieri Fiat B.R.20 sul porto francese di Tolone. Dodici caccia mitragliarono l'aeroporto di Fayence e l'Aeroporto di Tolone-Hyères, colpendo al suolo circa cinquanta aerei francesi distruggendone almeno venti.
Il 15 giugno, 67 C.R.42 attaccarono gli aeroporti della Francia meridionale. Ventisette biplani del 150º Gruppo, 53º Stormo, mitragliarono l'Aerodromo di Cuers-Pierrefeu, tra i comuni di Cuers e Pierrefeu-du-Var, incendiando una quindicina di Vought V-156F. Sette dei caccia che effettuavano la copertura a 500 m di quota furono intercettati dai Bloch MB 151 della squadriglia AC-3 che abbatterono un C.R.42 e ne costrinsero un altro all'atterraggio. I piloti italiani si attribuirono l'abbattimento di quattro caccia francesi. Altri 25 C.R.42 si diressero contro l'Aeroporto di Le Luc – Le Cannet, colpendo al suolo circa venti aerei francesi, alcuni dei quali risultarono distrutti. Dei caccia transalpini, però, erano riusciti a decollare e nello scontro con gli italiani risultarono abbattuti un "Falco" e due velivoli francesi, mentre un secondo Fiat riuscì a rientrare all'aeroporto benché gravemente danneggiato. Nel frattempo, altri caccia transalpini avevano intercettato i 25 biplani del 18º Gruppo caccia in missione di copertura sopra Beuchamp. Nel combattimento che ne seguì, i cacciatori francesi fecero precipitare due C.R.42. Il 18º Gruppo, da parte sua, dichiarò l'abbattimento di tre aerei nemici, ma l'Armée de l'air (l'aeronautica militare francese) ammise per quella giornata solo due perdite. L'Adjutant Pierre Le Gloan del GC.III/6 (abbreviazione del Groupe de chasse III/6 – "gruppo di caccia III/6") sul suo Dewoitine D.520 riuscì nella stessa giornata ad abbattere quattro C.R.42 ed un B.R.20, ottenendo in un sol giorno la qualifica di asso.

#### Voli su Malta
I C.R.42 operarono anche su Malta, dove si scontrarono con i Gloster Gladiator e, successivamente, con gli Hawker Hurricane, superati in maneggevolezza dal biplano italiano. Il Fiat aveva prestazioni superiori al biplano inglese. Era molto più veloce a quote superiori i 3 000 m, grazie alla sua ridotta superficie alare, all'elica a velocità costante e alla superiore potenza del suo motore. Il Gladiator era più maneggevole del Fiat a quote inferiori ai 3 000 m e inoltre disponeva della radio TR 9 AM, mentre il "Falco" era sprovvisto di qualsiasi apparato radio. Inoltre le sue quattro mitragliatrici Brownings sparavano - ogni secondo - una quantità di proiettili di 2,5 volte maggiore rispetto a quella delle Breda-SAFAT del C.R.42. Il volume di fuoco del biplano inglese era superiore ma il Falco, in virtù delle sue armi di calibro quasi doppio (12,7mm contro 7,7 dell britannico) poteva colpire il Gloster rimanendo a sua volta fuori dalla portata delle armi britanniche, inoltre la scarica di proiettili che colpiva il caccia britannico era di gran lunga più devastante di quella che quest'ultimo poteva indirizzare alla volta del CR42 Falco. Le Breda-SAFAT erano però armi molto pesanti (29 chilogrammi, la Ho-103 type 1 giapponese, derivata dalla SAFAT e con lo stesso calibro, pesava 22 kg) e avevano un rateo di fuoco basso (700 colpi al minuto, che scendevano a circa 500/570 quando sincronizzata con un'elica tripala, a titolo di paragone la Ho-103 aveva 900 colpi al minuto, 810 quando sincronizzata) e proiettili deboli (12,7x81mm contro il 12,7X99 Browning usato da americani e, dopo il 1941, britannici), sia pure potenziati con proiettili esplosivi (anche se con solo 9 grammi di petrite); le mitragliatrici britanniche erano di calibro inferiore (ma per 10 kg di peso garantivano 1200 colpi al minuto, circa 1000 quando erano sincronizzate, anche se in genere erano in installazioni alari a tiro libero), ma di ottima qualità, inoltre i proiettili incendiari britannici erano particolarmente performanti e di ottimo rendimento contro macchine non completamente metalliche come il C.R.42. In verità altre aeronautiche (ad esempio la V-VS e l'USN) erano giunte alla conclusione che, se non si poteva installare un cannone, poche mitragliatrici pesanti erano meglio di molte mitragliatrici leggere, ma le mitragliatrici pesanti in questione erano più moderne ed efficaci della Breda-SAFAT, perché in un combattimento ad alta velocità volumi di fuoco complessivi di almeno 2000 colpi al minuto erano indispensabili.
Il 16 luglio, i Flight Lieutenant Peter Keeble e George Burges, decollarono per intercettare una dozzina di C.R.42 del 23º Gruppo in ricognizione su Malta. Keeble mitragliò un Fiat (probabilmente quello del sottotenente Mario Benedetti della 74ª Squadriglia) ma fu a sua volta attaccato dai tenenti Mario Pinna e Oscar Abello. Keeble ingaggiò un duello aereo con i due piloti italiani, ma il suo Hurricane fu colpito al motore e cadde in picchiata, senza controllo, esplodendo al suolo presso Fort Rinella, seguito, ad un centinaio di metri, da quello di Benedetti. Keeble fu il primo pilota della RAF ad essere ucciso in azione su Malta.
Il 31 luglio, il "Falco" del sergente Manlio Tarantino del 23º Gruppo abbatté uno dei tre Gloster Gladiator che secondo la leggenda difendevano da soli l'isola. Il suo pilota, Flying Officer Peter Hartley, si lanciò col paracadute, finendo in mare al largo di Xrobb l'Ghagin riportando gravi ustioni. Nel frattempo il Flight Lieutenant William Joseph "Timber" Woods, dopo un lungo combattimento manovrato, abbatté il comandante della formazione italiana, il capitano Antonio Chiodi della 75ª Squadriglia caccia, decorato con una medaglia d'oro al valor militare postuma. Il 24 agosto 1940, il tenente Mario Rigatti della 75ª Squadriglia, 23º Gruppo Autonomo CT ai comandi del Fiat C.R.42 "Falco" (MM. 7013) abbatté nel cielo di Malta l'Hawker Hurricane del Flight Lieutenant George Burges, del 261º Squadron, che stava attaccando un Savoia Marchetti S.M.79. Rigatti, a sua volta colpito, rientrò a Comiso seriamente ferito con il suo "Falco" (M.M.7013) danneggiato e venne in seguito insignito di medaglia d'oro al valor militare.

#### Africa Orientale Italiana

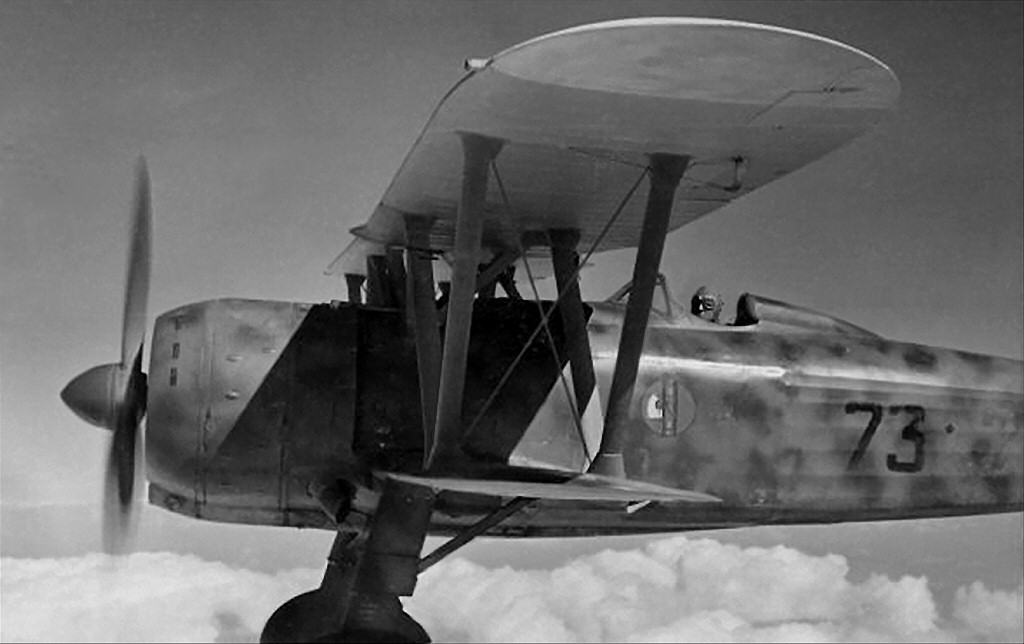
Il Fiat C.R.42 appartenente alla 73ª Squadriglia, inquadrata nel 4º Stormo, pilotato da Ernesto Botto, soprannominato "Gamba di Ferro"; Africa settentrionale 1940.

Il C.R.42 fu il più moderno caccia italiano operativo nell'Africa Orientale Italiana (AOI). Nelle fasi iniziali della guerra nel Corno d'Africa, i "Falco" si batterono bene contro i loro contemporanei Gloster Gladiator, Fairey Battle, Vickers Wellesley e Hawker Hart dell'aeronautica militare sudafricana. Allo scoppio delle ostilità, il Comando Aeronautica AOI disponeva di 36 C.R.42 distribuiti tra la 412ª Squadriglia a Massaua e la 413ª Squadriglia ad Assab. Degli aerei da trasporto Savoia-Marchetti SM.82 furono allestiti espressamente per trasportare un C.R.42 smontato e in questo modo 51 nuovi caccia giunsero in Africa orientale.
Il 12 giugno 1940 i C.R.42 dell'AOI ebbero il loro battesimo del fuoco quando intercettarono nel cielo di Asmara nove Vickers Wellesley del 47º Squadron. Carlo Canella, della 412ª squadriglia, dichiarò l'abbattimento di un Wellesley che, in effetti, fu pesantemente danneggiato dal suo attacco e costretto ad un rovinoso atterraggio di fortuna. Due giorni dopo, il tenente Mario Visintini, sempre della 412ª, attaccò un paio di Wellesley del 14º Squadron diretti a bombardare Massaua e abbatté quello pilotato dal pilot officer Plunkett: la prima delle sedici vittorie aeree a lui accreditate in Africa orientale.
I combattimenti di solito si sviluppavano quando veniva attaccato un aeroporto. Aspre battaglie aeree si svolsero all'inizio di novembre, durante l'offensiva britannica conto i forti di Gallabat e Metemma, lungo il confine con il Sudan. La Regia Aeronautica raccolse ripetuti successi in questi combattimenti, a volte anche contro avversari più potenti ed armati.
Il 6 novembre 1940 fu forse il giorno di maggior successo dei C.R.42 di tutta la seconda guerra mondiale. In una serie di scontri durante il primo giorno dell'offensiva britannica contro l'Etiopia, i biplani Fiat, infatti, abbattevano sette Gloster Gladiator, senza subire alcuna perdita. Durante una prima battaglia aerea, i C.R.42 della 412ª Squadriglia del capitano Antonio Raffi facevano precipitare cinque Gladiator. I C.R.42 guidati da Raffi e dall'asso Visintini si scontrarono con i Gloster del 1° Squadron SAAF e abbattevano il ventiquattrenne flight lieutenant Kenneth Howard Savage e il pilot officer Kirk, costringendo il parigrado J. Hamlyn ad un atterraggio di emergenza nel suo aereo. Frattanto, il major Schalk van Schalkwyk, sempre del No.1 SAAF Squadron, veniva attaccato da biplani Fiat che incendiavano il suo Gladiator, costringendolo a lanciarsi con il paracadute. Egli tuttavia non sopravvisse alle ferite ed alle ustioni. Il captain Brian Boyle decollò in aiuto di van Schalkwyk ma fu lui stesso immediatamente attaccato e ferito e atterrò rovinosamente. Sempre il 6 novembre, intorno a mezzogiorno, un'altra pattuglia di Gladiator, mentre si preparava ad attaccare una formazione di bombardieri Caproni Ca.133, veniva a sua volta intercettata da Fiat C.R.42 e il flying officer Haywood, colpito, precipitava in fiamme. Alla fine dei combattimenti del 6 dicembre, i sudafricani rivendicarono l'abbattimento di due C.R.42 Falco ma nessun aereo italiano venne distrutto e soltanto il biplano del sottotenente Rosmino venne colpito ed egli ritornò con il paracadute crivellato di pallottole. Due o tre di queste vittorie vennero attribuite al capitano Visintini.
Il 29 dicembre, Franco De Michelis e Osvaldo Bartolozzi, della 413ª Squadriglia, dopo un duello aereo durato una decina di minuti, nell'area di Bardery, abbatterono due Hurricane del No.2 Squadron SAAF. Di contro, nel corso del 1940, almeno sei Fiat furono distrutti e una dozzina danneggiati. E quando, il 19 gennaio 1941, le forze britanniche avviarono una decisa controffensiva, la 412ª Squadriglia, preposta alla difesa del Settore Nord, diventava la protagonista di una serie di attacchi per cercare di ridurre l'accresciuto potenziale nemico. Così il 9 febbraio, all'alba, cinque C.R.42 della 412ª Squadriglia, capitanati Mario Visintini, compivano un'incursione a volo radente sul campo di Agordat, durante la quale danneggiavano o distruggevano 16 velivoli nemici, inclusi un Lysander, due Gladiator, due Hurricane e due Wellesley. Per questa missione, il gregario di Visintini, sergente maggiore Aroldo Soffritti, veniva decorato "al valor militare". Visentini restava ucciso due giorni dopo durante la ricerca di due gregari costretti ad atterraggi di emergenza. E dopo cinque mesi di combattimenti, il 6 giugno 1941, in Africa orientale rimanevano, in grado di volare, solo il C.R.42 del tenente Ildebrando Malavolta della 413ª Squadriglia e il C.R.32 del maresciallo Antonio Giardinà della 410ª Squadriglia. I due caccia coglievano di sorpresa le formazioni della RAF abbattendo un Wellesley il 2 luglio e un altro sette giorni più tardi. Il C.R.42 di Malavolta era l'ultimo aereo italiano a sostenere un duello aereo in quella regione il 24 ottobre 1941, anche se le versioni sull'ultimo combattimento aereo in Africa orientale discordano. Decollato per mitragliare gli aeroporti britannici di Dabat ed Adi Arcai, secondo alcuni storici, fu intercettato da tre Gladiator ed abbattuto dopo che era riuscito a distruggere due aeroplani nemici.. Per altri autori, Malavolta riuscì soltanto a mitragliare i due Gladiator. Secondo lo storico Hakan Gustavsson, invece, quando Malavolta fu udito sorvolare l'aeroporto di Dabat il pilota dell'aeronautica sudafricana lieutenant Lancelot Charles Henry "Paddy" Hope, decollò per intercettare il suo C.R.42 (MM7117) e lo abbatté, nonostante le manovre di fuga del pilota italiano. Il giorno seguente fu trovato il relitto dell'aereo con Malavolta ancora nel posto di pilotaggio. Hope lanciò un messaggio di cordoglio e stima sulle linee italiane ad Ambazzo e Malavolta fu insignito della medaglia d'oro al valor militare postuma. Questo del 24 ottobre fu comunque l'ultimo combattimento aereo in Africa orientale.
In Africa orientale la Regia Aeronautica perse non meno di 87 C.R.42.

#### Nordafrica

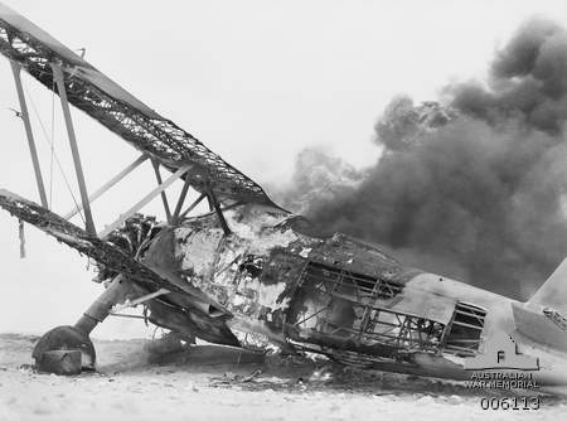
La carcassa in fiamme di un C.R.42 abbattuto vicino a el-Adem, a sud di Tobruch

Il "Falco" sostenne come unico modello di caccia italiano tutta la prima fase della guerra in Nordafrica, affiancato nei primi mesi di operazioni dal più anziano C.R. 32, a partire dall'11 giugno 1940. All'inizio del conflitto nell'Africa settentrionale italiana vi erano 127 C.R.42 suddivisi tra il 13º Gruppo caccia (2º Stormo) a Castel Benito, 10º Gruppo e 9º Gruppo caccia (4º Stormo) a Benina, inclusi gli aeroplani di riserva. E proprio sui fronti africani la macchina italiana ottenne le sue affermazioni migliori.
In questo scacchiere, infatti, alcuni dei suoi limiti, come l'abitacolo aperto, influirono meno che in altri fronti, inoltre i piloti italiani erano veterani della guerra civile spagnola. Proprio un pilota divenuto asso in Spagna, il capitano Franco Lucchini, abbatté per primo un aereo della RAF nel corso della guerra del deserto: il 14 giugno 1940, ai comandi di un C.R.42 del 4º Stormo decollato da Tobruk, abbatté un Gladiator, la prima delle sue 21 vittorie aeree nella seconda guerra mondiale. Secondo lo storico Håkan Gustavsson, tuttavia, questo abbattimento va accreditato al tenente Giovanni Guiducci, della 90ª Squadriglia. Ad ogni modo, il Gladiator fu la prima perdita della RAF nel deserto.
In giugno gli abbattimenti dichiarati assommavano a quindici: 11 Bristol Blenheim, 3 Gladiator e uno Short Sunderland. Il primo abbattimento confermato di un Sunderland, però, ebbe luogo solo il 6 agosto, quando il cap. Luigi Monti (84ª Squadriglia) ed il sergente Alessandro Baldelli (91ª Squadriglia, entrambe del 10º Gruppo) intercettarono a 30 chilometri a nord-ovest di Tobruk il Sunderland N9025OO-Y" del 228º Squadron da Abukir, pilotato dal Flight lieutenant T. M. W. Smith. Dopo un attacco durato quindici minuti, il Sunderland fu costretto ad ammarare al largo di Tobruk e l'equipaggio fu catturato, ma uno dei componenti morì per le ferite riportare e affondò con il velivolo mentre una nave italiana cercava di rimorchiarlo fino al porto. Tuttavia, in diverse occasioni la Regia Aeronautica subì vere e proprie disfatte. Il 3 luglio quattro "Falchi" del 13º Gruppo vennero intercettati su Menastir da sei Gladiator e andarono tutti distrutti; il medesimo giorno non ne rientrarono altri due. Nel pomeriggio del 24 luglio, undici C.R.42 del 10º Gruppo, appoggiati da altri sei del 13º Gruppo, attaccarono una formazione di nove Blenheim che stavano bombardando Bardia e vennero a loro volta attaccati da Gladiator (quindici, secondo gli italiani). Il tenente Giovanni Guiducci della 90ª Squadriglia abbatté un Gladiator, ma il capitano Aldo Lanfranco dell'84ª Squadriglia, rimasto isolato e attaccato da tre biplani nemici, venne abbattuto e costretto a lanciarsi con il paracadute sopra Sidi Azeiz; il tenente Enzo Martissa, 91ª Squadriglia, costrinse a un atterraggio fuori campo un caccia nemico, probabilmente il Gladiator (N.5775) pilotato dal Sergeant Shaw del "B" Flight del 33º Squadron, che quel giorno fu costretto ad atterrare a est di Bug Bug con il motore danneggiato dopo il combattimento. I Gladiator (cinque) del 33º Squadron rivendicarono l'abbattimento di quattro C.R.42, tre dei quali ad opera dell'ufficiale pilota Vernon Woodward, del sergente Ronald Slater e del Pilot officer Alfred Costello.
Diversi piloti della RAF divennero "assi" proprio ai danni degli italiani in Nordafrica. Come il sudafricano Marmaduke "Pat" Pattle, uno dei più grandi assi Alleati. Pattle diventò un asso in Nordafrica, grazie ai ripetuti abbattimenti di biplani Fiat (10 dei 26 aerei italiani da lui distrutti). Abbattuto però il 4 agosto da Franco Lucchini, ma riuscito a salvarsi, Pattle tornò quattro giorni dopo per riscattare la sconfitta subita e alla testa di una formazione di tredici Gladiator piombò su ventisette C.R.42 e Ro.37 (secondo altri autori: 16 C.R.42, del 9º e 10º Gruppo, 4º Stormo, che – a intervalli regolari – pattugliavano il triangolo el-Adem, Sidi Omar ed El Gobi), dichiarando 9 (due caduti sotto i colpi di Pattle) Fiat abbattuti e 9 probabili. Secondo altri autori, la RAF rivendicò l'abbattimento di 13-16 Fiat. Gli aerei italiani distrutti, in realtà, furono solo quattro. Altrettanti furono costretti a compiere degli atterraggi di emergenza, ma due di questi vennero in seguito recuperati. A loro volta, i britannici persero due Gladiator. Sorprendentemente, la squadriglia più colpita fu proprio la 73ª Squadriglia, l'unità di élite del 4º Stormo, vista la presenza, nei suoi ranghi, di piloti membri dell'ultima pattuglia acrobatica nazionale (come Enrico Dallari, Valerio De Campo e Vittorio Pezzè).
Questo combattimento mise in piena luce i punti di vantaggio del Gladiator rispetto al C.R.42, in particolare la presenza della radio, che poteva permettere attacchi coordinati e che in questo caso era stato cruciale per ottenere l'iniziale vantaggio della sorpresa, ma anche una globale superiorità del velivolo britannico nelle prestazioni a bassa quota. Inoltre il Gladiator mostrò un'altra interessante caratteristica: una marcata superiorità nella manovrabilità orizzontale rispetto al C.R.42. I piloti britannici infatti dichiararono di non aver avuto problemi ad inseguire gli italiani in virata e nello sfuggire, sempre virando, agli inseguimenti degli italiani che – se attaccati – invariabilmente tentavano dei looping per sottrarsi all'attacco. Dimostrazione di questo fu il Flight officer Vernon Crompton Woodward, un canadese in forza al 33º Squadron, che divenne in poche settimane un "asso" ai danni della Regia Aeronautica. Dopo aver abbattuto tre C.R.32 nella seconda metà del giugno 1940, Woodward "il 24 luglio abbatteva un Fiat C.R.42 e ne dichiarava uno probabile". Il giorno seguente, mentre era di pattuglia col sergente Slater, i due Gladiator furono attaccati da una dozzina di C.R.42 che piombarono loro addosso col sole alle spalle. L'attacco degli italiani andò a vuoto e Woodward e Slater furono loro addosso e in poco tempo abbatterono tre C.R.42, rivendicandone uno a testa, e abbattendo il terzo in collaborazione. A dicembre, passato sull'Hawker Hurricane, Woodward registrò, sempre nei confronti dei C.R.42, sei abbattimenti certi, un altro probabile e quattro velivoli danneggiati.
In Nordafrica, tuttavia, grazie all'abilità dei piloti e alla sua maneggevolezza il C.R.42 riuscì a fronteggiare anche monoplani più veloci ed armati. Il 31 ottobre, i "Falco" ottennero le prime vittorie confermate ai danni dei caccia monoplani della Hawker. Durante la grande battaglia aerea sulla stazione di Marsa Matruh, il sergente maggiore Davide Colauzzi e il sergente Mario Turchi della 368ª Squadriglia, di scorta a uno stormo di Savoia-Marchetti S.M.79, attaccarono tre Hurricane del 33º Squadron e abbatterono il ventiseienne canadese Flying officer Edmond Kidder Leveille, che morì a causa dell'incompleta apertura del paracadute, e il Flying officer Perry St Quintin che fu costretto ad effettuare un atterraggio forzato a Qasaba, con il serbatoio del carburante bucato dai colpi dei C.R.42. Il 14 dicembre 1940, a 40 chilometri ad ovest di Bardia, una formazione di Hurricane del 274º Squadron guidata dallo Squadron leader Patrick Dunn, attaccò un gruppo di Fiat C.R.42 del 13º Gruppo di scorta a Savoia-Marchetti S.M.79 in azione contro truppe britanniche. Gli Hurricane ingaggiarono un duello con i Fiat, ma vennero subito superati in maneggevolezza e ne vennero abbattuti, secondo le dichiarazioni dei piloti italiani, quattro. In realtà l'unica vittoria aerea, attribuita al pilota sergente Baldin (il cui aereo fu pesantemente danneggiato), fu quella ai danni dello Squadron leader Dunn, che fu colpito e dovette compiere un atterraggio di emergenza. La RAF, da parte sua, rivendicò cinque "Falchi" distrutti, ma in realtà nessun Fiat venne abbattuto. Fatti del genere costrinsero i piloti degli Hurricane ad adottare le tattiche che i piloti dei Messerschmitt Bf 109 impiegavano contro di loro – evitare le mischie ed attaccare con improvvise puntate in picchiata.
Nonostante le tattiche "mordi e fuggi", la mattina del 14 aprile 1941, su Tobruk, il sottotenente Franco Bordoni-Bisleri ed il maresciallo Guido Fibbia della 95ª Squadriglia, equipaggiata con C.R.42, dichiararono ognuno l'abbattimento di uno degli Hawker Hurricane che stavano attaccando gli "Stuka" italiani e tedeschi, in azione sulla baia della città assediata. Sette mesi dopo, il 26 novembre del 1941, il capitano Bernardino Serafini, comandante della 366ª Squadriglia, abbatté un Hurricane pilotato dall'ufficiale pilota D. S. F. Winsland, del 33º Squadron. E il 10 luglio 1942, un "Falco" rivendicò addirittura l'abbattimento di uno Spitfire.
Ma erano gli ultimi successi del biplano italiano. Nell'aprile 1941, soppiantato dal Macchi M.C.200 "Saetta" nel ruolo di intercettore puro, con la consegna dei primi 14 CR.42 Bombe Alari, il C.R.42 venne impiegato per lo più come cacciabombardiere, rivelando un'insperata validità, grazie alla robustezza della struttura e alla resistenza del motore radiale ai colpi da terra. Il 19 giugno 1942, gli ultimi 82 C.R.42 lasciarono l'Africa e rientrarono in Italia.

#### La battaglia d'Inghilterra
I Fiat C.R.42 combatterono anche nella battaglia d'Inghilterra. Cinquanta biplani del 18º Gruppo, assieme a quarantacinque Fiat G.50, a una settantina di bombardieri bimotori Fiat BR.20 e ad alcuni trimotori CANT Z.1007 operarono con il Corpo Aereo Italiano da basi in Belgio a fianco della Luftwaffe contro la Royal Air Force, nella seconda metà del 1940. 
I piloti dei C.R.42 atterrarono all’aeroporto di Ursel, la loro base, il 19 ottobre. 
In novembre ebbero luogo due battaglie tra i biplani italiani e gli Hurricane e gli Spitfire del Fighter Command.
L'11 novembre, 40 C.R.42 di scorta a 10 BR.20 vennero intercettati da una trentina di Hurricane del 46° e del 257° Squadron, insieme ad alcuni Spitfire del 41° Squadron. Nel violento combattimento che ne seguì, i piloti italiani dichiararono di aver abbattuto sicuramente nove aerei nemici e altri quattro probabilmente, mentre un altro caccia britannico sarebbe stato abbattuto dai bombardieri. Tuttavia, queste vittorie non trovano conferma nei documenti ufficiali britannici, secondo i quali i caccia britannici non ebbero a soffrire alcuna perdita (anche se due Hurricane vennero comunque danneggiati), mentre le perdite ammesse dagli italiani coincidono con quelle rivendicate dai britannici: due C.R.42 abbattuti ed un terzo atterrato per avaria su suolo britannico. Diciannove C.R.42, che nel corso del combattimento avevano dato fondo alle riserve di carburante, furono costretti durante il rientro alla base ad atterraggi di fortuna su suolo francese o belga.

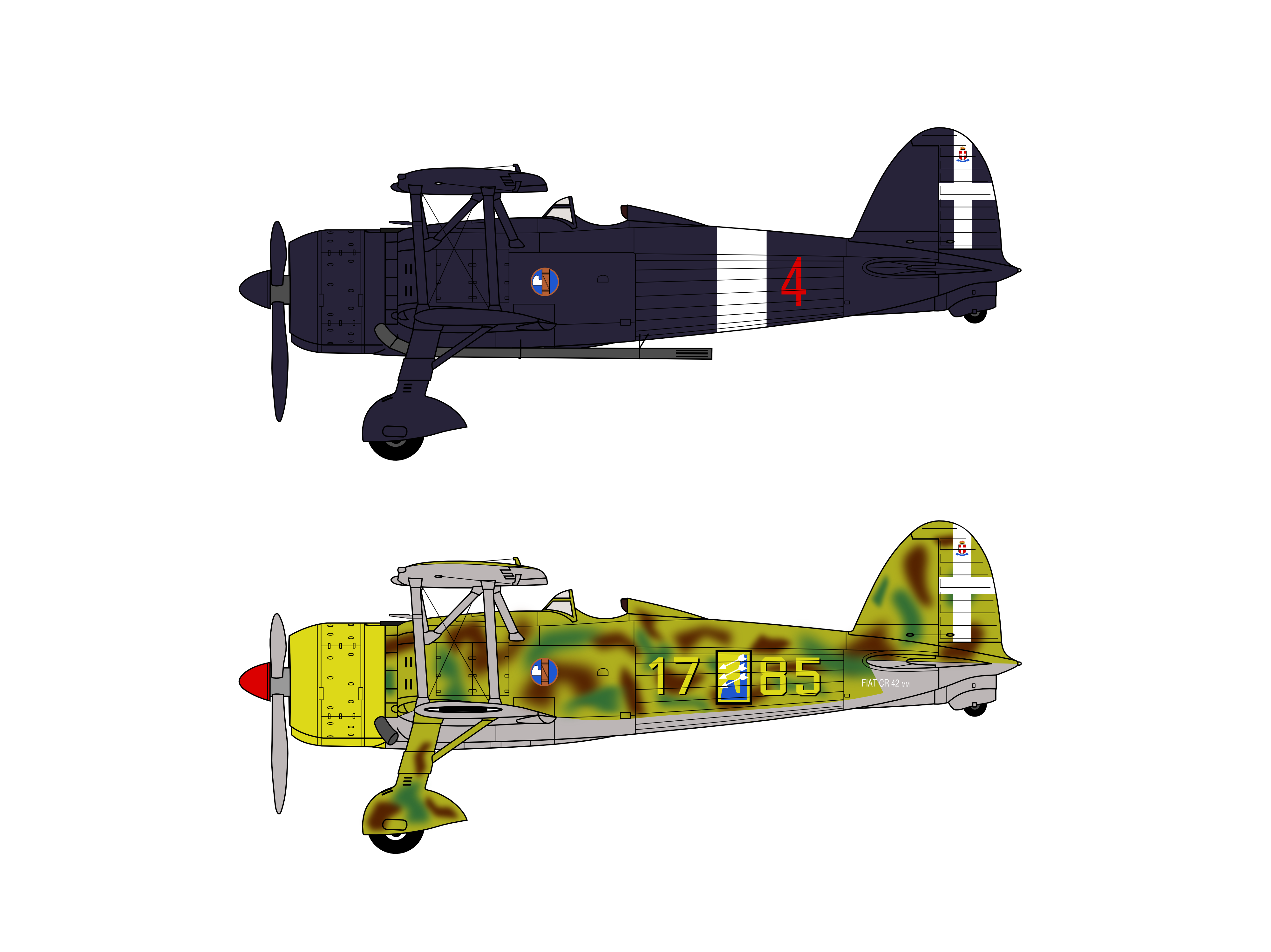
Due profili di C.R.42: in alto, un "Falco" della versione CN da caccia notturna. In basso, un C.R.42 dell'85ª Squadriglia, 18º Gruppo, 3º Stormo della Regia Aeronautica; il reparto fu trasferito al 56º Stormo nell'autunno 1940 per partecipare alle operazioni sulle Isole britanniche del Corpo Aereo Italiano.

Il 23 novembre, ventisette C.R.42, in volo di ricognizione offensiva fra Dunkerque e Calais, si scontrarono con i caccia britannici a sud-est di Folkestone. I piloti italiani dichiararono di aver impegnato in combattimento una ventina di Spitfire riportando cinque vittorie sicure e due probabili, ma secondo la versione ufficiale inglese al combattimento parteciparono soprattutto Hurricane (anche se vi erano alcuni Spitfire), che non subirono perdite, mentre gli italiani persero due C.R.42 e un terzo atterrò gravemente danneggiato e col pilota ferito sulla spiaggia di Calais.

#### Il fronte greco
Il Fiat C.R.42, inoltre, fu in prima linea, come caccia di scorta e intercettore, sul fronte greco, nei Balcani, nel Mar Egeo e nel mar Mediterraneo negli ultimi mesi del 1940 e per tutto il 1941. "Il Falco si batté bene nel cielo della Grecia, dove affrontò il più delle volte il suo omologo, il Gladiator, che il Fiat superava in velocità ed armamento". La campagna contro la Grecia fu iniziata da un piccolo numero di C.R.42 del 150º Gruppo Autonomo CT (363ª, 364ª e 365ª Squadriglia) e del 160º Gruppo CT (inizialmente con la 393ª Squadriglia), basato a Coriza. I "Falchi" ebbero il battesimo del fuoco lo stesso giorno dell'inizio della campagna, il 28 ottobre 1940, quando intercettarono ed attaccarono un Henschel Hs 126 della Regia Aeronautica Ellenica (Ελληνική Βασιλική Αεροπορία (EBA), Ellinikí Vasilikí Aeroporía) che, tuttavia, riuscì a tornare alla base, pur se con 30 buchi di proiettili.
Due giorni dopo, i C.R.42 conseguirono le prime due vittorie confermate quando i Fiat della 393ª Squadriglia abbatterono due Henschel Hs 126 del 3.Mira. Il 2 novembre, i "Falchi" distrussero due caccia PZL P.24 del 21.Mira. Due giorni dopo, una coppia di C.R.42 abbatteva due Breguet Br.19 greci del 2.Mira e altri due Fiat abbattevano due Vickers Wellington della Royal Air Force - che aveva iniziato a compiere missioni di supporto delle forze armate greche - su Valona.
Per contrastare i caccia italiani, che stavano ottenendo numerose vittorie contro i velivoli greci e i bombardieri britannici, la RAF trasferì in Grecia, dal Nord Africa, l'80 Squadron, guidato dal grande asso Pat "Marmaduke" Pattle e forte di altri piloti esperti e battaglieri. Dopo un breve periodo di ambientamento, i piloti della RAF entrarono in azione il 19 novembre 1940, con molta determinazione, abbattendo, già dal primo combattimento aereo, quattro caccia italiani - i cui piloti furono uccisi - a fronte di nessuna perdita. Quel giorno, su Coriza, nove Gloster Gladiator della B Flight dell' 80 Squadron sorprendevano quattro C.R.42 del 160º Gruppo Autonomo C.T. di pattuglia da quota più alta e ne abbattevano subito uno (insieme ad un Fiat G.50 accorso in sua difesa). Allora altri otto C.R.42 decollavano per dar man forte ai colleghi, ma i piloti della RAF li attaccarono sfruttando a pieno la loro posizione di vantaggio di quota e abbatterono altri due Fiat, uccidendone i piloti e ferendone un altro. L'impressione fu tale che si decise di far volare i biplani Fiat in non meno di diciotto per volta. Tuttavia, il 27 novembre 1940, nove Gloster Gladiator dell'80 Squadron della RAF sorpresero tre "Falchi" (del 150º Gruppo), rimasti isolati sopra Iannina e abbatterono il Capitano Nicola Magaldi, comandante della 364ª Squadriglia mentre il Sergente Negri venne ferito ad una gamba. La perdita di Magaldi, cui venne concessa la Medaglia d'oro al valor militare postuma, era un grave colpo per il 150º Gruppo, che decise di vendicarne immediatamente la morte. Il giorno seguente, l'asso e capitano Giorgio Graffer, comandante della 365ª Squadriglia, 150º Gruppo, 53º Stormo CT, partì alla testa di dieci C.R.42 per un'azione di rappresaglia contro la RAF. Venti minuti dopo, Graffer avvistò una formazione di Gladiator, su Delvinaki, in Epiro. L'asso del 150° si lanciò all'attacco, con gli altri C.R.42. Ma si trattava di una trappola. Tre miglia più indietro ed a quota maggiore si trovavano altri tre Gloster e dietro questi, e ancora più in alto, altri tre. I primi tre piloti britannici, attaccati dai "Falchi", chiamarono per radio i colleghi che li seguivano a quota più alta e mentre Graffer ed i suoi compagni cercavano di abbattere i più agili (a quella quota) biplani britannici, gli altri sei Gladiator piombarono alle spalle della formazione italiana. Nel combattimento che ne risultò, il Fiat pilotato dal Sergente Corrado Mignani entrò in collisione con il Gloster del Flying Officer H.U Sykes ed entrambi restarono uccisi. Il Sergente Achille Pacini venne abbattuto, ma si salvò con il paracadute. Il Maresciallo Guglielmo Bacci ed il Sergente Zotti vennero feriti, ma riuscirono a ritornare alla base. Fu ferito - al collo - anche il comandante della pattuglia inglese, Edward 'Tap' Gordon Jones che, con l'aereo danneggiato, dovette abbandonare il combattimento, scortato dal Gloster del Sergeant Donald Gregory. Quest'ultimo rivendicò l'abbattimento di ben tre Fiat. Due abbattimenti vennero rivendicati dal comandante Jones ed un altro C.R.42 venne dichiarato abbattuto dal Flying Officer Wanklyn Flower. In realtà la Regia Aeronautica perse tre biplani: uno per collisione, quello pilotato da Pacini, ed un terzo, su cui volava Giorgio Graffer, che restò ucciso. I piloti italiani dichiararono l'abbattimento di quattro Gladiator, ma la RAF subì solo la perdita del Gloster entrato in collisione, oltre al danneggiamento di quattro velivoli (grave in due casi). Per la Regia Aeronautica era il colpo più grave subito dall'inizio della campagna di Grecia. Graffer venne decorato con la massima onorificenza militare, la Medaglia d'oro al valor militare alla memoria. A lui è ora intitolato il 50º Stormo dell'Aeronautica Militare Italiana.
Pochi giorni dopo, il 3 dicembre i C.R.42, si rifacevano ai danni dei greci, abbattendo quattro PZL dell'Ellinikí Vasilikí Aeroporía. Ma il giorno seguente, uscivano di nuovo sconfitti in uno scontro con la RAF: sopra Tepelenë, 30 Gladiator ingaggiarono uno scontro con 12 C.R.42 del 150º Gruppo, guidato dal tenente colonnello Rolando Pratelli, e dieci Fiat G.50bis del 154º Gruppo. I britannici dichiarano l'abbattimento di nove aerei italiani, ma le perdite della Regia furono solo due: il tenente Alberto Triolo e il sottotenente Paolo Penna, del 150º Gruppo, abbattuti e uccisi dall'asso "Pat" Pattle, da poco giunto in Grecia dal Nordafrica, che in quella giornata rivendicò anche l'abbattimento di due bombardieri italiani.
Per tutto il mese di dicembre i combattimenti aerei si succedettero furiosi con rivendicazioni di abbattimenti fortemente sovrastimate da entrambe le parti. Il 21 dicembre, ad esempio, 15 "Falchi" intercettarono 20 Gladiator e dichiararono nove vittorie aeree a fronte di due perdite: il tenente Mario Gaetano Carancini e il tenente Mario Frascadore del 160º Gruppo. La RAF, però, ammise solo due abbattimenti (quello del Gladiator N.5854, pilotato dal Flying officer A.D. Ripley, visto precipitare in fiamme, e quello del Gloster N.5816 dello Squadron leader William Joseph "Bill" Hickey, il cui paracadute prese fuoco appena lanciatosi) e rivendicò ben otto aerei abbattuti e tre probabili. Entro la fine di dicembre l'80 Squadron rivendicò la distruzione di non meno di 40 aerei italiani per la perdita in azione di soli sei Gladiator, cifre che trovano solo parziale conferma nei registri della Regia Aeronautica.
Il 27 (o il 28, secondo altre fonti) febbraio, i britannici celebrarono la giornata di maggiori successi aerei nella campagna di Grecia. Nella relazione su quel giorno, il vice maresciallo dell'aria John D'Albiac, comandante della RAF in Grecia, scrisse che l'80º Squadron, riequipaggiato con l'Hawker Hurricane, aveva distrutto, in 90 minuti di combattimenti aerei, ben ventisette aerei italiani, tutte vittorie, si afferma da parte britannica, confermate e senza riportare perdite o a fronte della perdita di un solo Gloster Gladiator. Lo stesso Pattle, nel corso di questa battaglia aerea, dichiarò tre Fiat C.R.42 abbattuti in meno di tre minuti. Le rivendicazioni della RAF appaiono fortemente esagerate secondo quanto detto da Corrado Ricci, capitano pilota della Regia Aeronautica nella seconda guerra mondiale il quale affermò che "all'atto pratico, in quel giorno abbiamo perso solo un C.R.42... i nostri caccia ritennero di aver abbattuto quattro Gloster e un Hurricane". Secondo altre fonti, la Regia Aeronautica perse due C.R.42, del 160º Gruppo, oltre a due Fiat G.50, e cinque Fiat BR.20, e rivendicò l'abbattimento di sei Gladiator e uno "Spitfire" (non presente nell'area).
Anche se il numero delle vittorie britanniche va ridimensionato, è innegabile che i piloti della RAF abbattevano un numero di aerei superiore rispetto agli aviatori italiani. I motivi della superiorità della caccia britannica erano diversi: alle quote medio-basse, dove si svolgevano i combattimenti, il Gladiator risultava più maneggevole del C.R.42 e i piloti italiani, il cui addestramento era centrato sulle acrobazie, si trovavano inevitabilmente in svantaggio nei duelli aerei. Inoltre, l'abitacolo chiuso proteggeva i piloti della RAF dalle rigide condizioni climatiche dell'inverno greco. La radio - di cui i Fiat erano sprovvisti - permetteva ai piloti britannici di comunicare in volo anche a distanza e quindi di adottare delle tattiche e delle formazioni più articolate e schemi di attacco più efficaci. Ma il motivo principale della superiorità dei caccia della RAF era forse l'elemento umano: mentre gran parte dei piloti italiani in Grecia era composto da aviatori appena usciti dalle scuole di pilotaggio, i piloti della RAF erano più esperti e determinati, molti erano già degli assi, e soprattutto erano guidati da uno dei più grandi aviatori della RAF, quel "Marmaduke" Pattle, che aveva imparato a conoscere i punti deboli della caccia italiana ed a sfruttarli a pieno, a proprio vantaggio.
Il 4 marzo, undici "Falchi" vennero attaccati da 33 avversari su Porto Palermo, registrando la perdita del maggiore De Salvia e del sergente Spallacci, ma dichiarando l'abbattimento di sei aerei britannici. Il 13 marzo, per la prima volta, i biplani si alzarono in volo appoggiati dagli M.C.200 e si incontrarono con Gladiator e Hurricane in uno scontro misto fra mono e biplani. Caddero cinque tra britannici e biplani Fiat. Il consuntivo ufficiale della Regia Aeronautica, per questo periodo, fissa le perdite a 29 (50, in tutta la campagna) contro 162 avversari. Cifre che ribaltano quelle fornite dalla RAF e peccano di ottimismo, poiché l'aviazione greca contava 44 velivoli e i britannici non intervennero troppo massicciamente.

#### L'impiego come caccia notturno

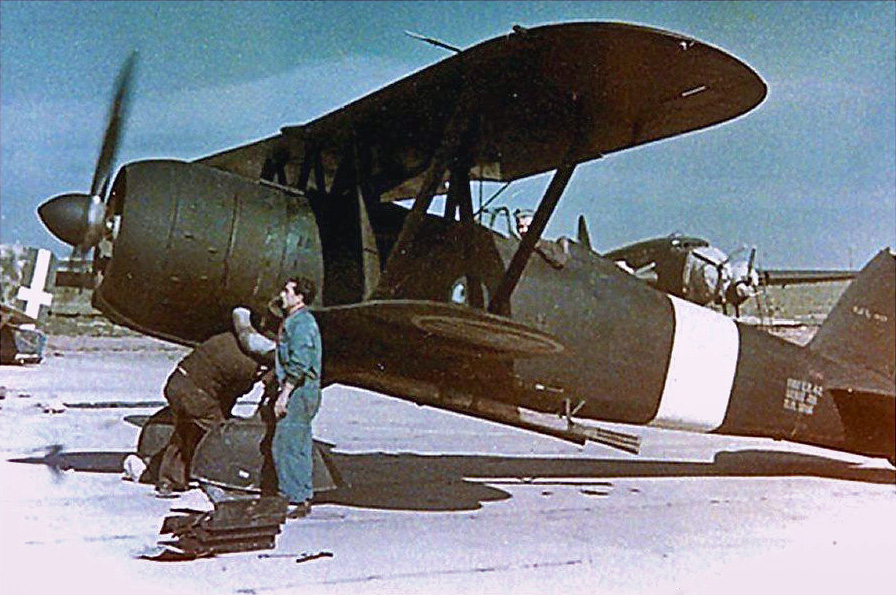
Un C.R.42CN, versione caccia notturno nella sua tipica livrea nera e dotato di impianto di scarico allungato antifiamma.

I C.R.42 furono in pratica gli unici caccia notturni della Regia Aeronautica, anche se erano sprovvisti di radar e spesso perfino di radio-trasmittente. Il primo abbattimento notturno ad opera di un pilota italiano nella seconda guerra mondiale fu ad opera del capitano Giorgio Graffer, comandante della 365ª Squadriglia, 150º Gruppo, 53º Stormo. Nella notte tra il 13 e il 14 agosto 1940, Graffer fece fuoco sul bombardiere Whitley Mk.V P4965 ZA-H del 10º Squadron, che era decollato da Abingdon per bombardare la fabbrica di motori Fiat a Torino.. Quando le sue mitragliatrici si incepparono, Graffer non esitò a speronare il bombardiere prima di lanciarsi con il paracadute. Il Whitley, con un motore fuori uso e danni alla struttura, riuscì ad attraversare la Francia ma precipitò nella Manica, provocando la morte dei due piloti.. Il 12 luglio 1941 un Wellington fu probabilmente abbattuto presso Bengasi da un Fiat del 18º Gruppo. Il 5 dicembre dello stesso anno un C.R.42CN della 356ª Squadriglia abbatté sicuramente un altro bombardiere dello stesso tipo nei pressi di Napoli.
La notte del 25 agosto 1942 fu forse quella di maggior successo per la caccia notturna italiana. Il tenente colonnello Armando François, comandante del 4º Stormo, decollò su un C.R.42, probabilmente preso in prestito dalla 238ª Squadriglia, per contrastare i bombardamenti notturni della RAF su Fuka, in Nordafrica. Intercettò e abbatté un bombardiere bimotore non identificato che cadde in mare a 4 km dalla costa. Dopo l'atterraggio, sullo stesso aereo salì il tenente Giulio Reiner che, guidato dalla radio-guida intercettò a 2 500 metri, sempre sopra Fuka, uno Wellington (DV514/U) del 70º Squadron. Reiner colpì il vano bombe del bombardiere che precipitò a 10 km a sud est di Fuka, esplodendo.
Esistono rapporti di altre unità che attestano di abbattimenti certi o probabili di altri quattro bombardieri bimotori (ancora Wellington e Bristol Blenheim). I C.R.42CN ottennero i maggiori successi negli ultimi mesi del conflitto. Nella notte tra il 22 e il 23 febbraio 1943, il tenente Luigi Torchio della 377ª Squadriglia Autonoma ottenne la prima delle sue cinque vittorie durante il conflitto, abbattendo con un C.R.42 un Wellington nel cielo di Palermo.

### Belgio
L'avvicinarsi dello scoppio del secondo conflitto mondiale scatenò una corsa frenetica agli armamenti, e il nuovo caccia interessava fortemente parecchi paesi d'Europa e dell'America meridionale. Nel 1939 la Reale aeronautica militare belga nel novembre 1939 acquistò quaranta Fiat C.R.42 per un prezzo di 40 milioni di franchi. I primi biplani vennero consegnati il 6 marzo 1940 alle Escadrille 3 e 4 del 2e Régiment (squadriglie 3 e 4 del 2º reggimento).
Il numero esatto dei biplani Fiat consegnati al Belgio, quando tale paese venne attaccato dalla Germania il 10 maggio 1940, è ancora controverso. L'ex capo del servizio storico dell'esercito, H. Verelst, stimava il loro numero a 27. Altre fonti lo riducevano a 24. Un aereo pare fu trasportato in Francia e venne smarrito nella stazione di Amiens. Ma dallo studio di materiale fotografico sembra che il numero effettivo fosse di 30 aerei consegnati. Il 9 maggio, le squadriglie operative con i "Falco" erano la 3ª, "Cocotte rouge", con 14 aerei, e la 4ª, "Cocotte blanche", con 11 macchine. Poi c'erano il Fiat del Major Lamarche, e i C.R.42 numero R.21 e R.27 in un hangar a Nivelles, inservibilil, mentre un altro biplano si trovava sulla pista numero 41, con problemi meccanici.
I Fiat C.R.42 belgi ebbero il loro battesimo del fuoco il giorno stesso dell'invasione tedesca, quando attaccarono una formazione di Junkers Ju 52 del 17./KGzbV 5 (17ª squadriglia del 5º stormo da bombardamento con compiti speciali) della Luftwaffe nell'area di Tongres, costringendo un Ju 52 ad un atterraggio di emergenza vicino a Maastricht. A quel punto vennero attaccati dai Messerschmitt Bf 109 del I./JG 1 (I gruppo del 1º stormo caccia), ma, grazie alla superiore maneggevolezza del C.R.42, riuscirono a tornare alla base senza danni.. Quel giorno i piloti belgi rivendicarono l'abbattimento di altri quattro aerei tedeschi, tre Dornier Do 17 e un Bf 109, ma, sempre il 10 maggio, gli "Stuka" del I./StG 2 (I gruppo del 2º stormo bombardieri da picchiata) distrussero non meno di 14 Fiat sull'aeroporto di Brustem. A combattimenti già iniziati giunsero altri biplani Fiat, secondo le varie fonti quattro o otto.
I piloti belgi dei C.R.42 rivendicarono in totale l'abbattimento di sette Dornier Do 17, quattro Messerschmitt Bf 109 ed uno Junkers Ju 52. La Luftwaffe, da parte sua, rivendicò l'abbattimento di cinque Fiat. Per tre dei piloti tedeschi (l'Oberleutnant Wilhelm Gäth, l'Unteroffizier Rudolf Saborowski e il parigrado Josef Keil) fu proprio l'abbattimento di un biplano Fiat a inaugurare la loro carriera di "assi", anche se i belgi non confermarono ufficialmente queste perdite.

### Ungheria
Il primo Paese straniero ad acquistare il C.R.42 fu, nel 1938, l'Ungheria, che aveva già in linea i Fiat C.R.32. La Magyar Királyi Honvéd Légierő (MKHL), l'aeronautica militare ungherese, preferì il biplano italiano allo Heinkel He 112 e il 21 luglio 1938 ordinò diciotto C.R.42 con nove motori A.74 di riserva. Gli aerei, designati V.2, giunsero in Ungheria a partire dal 16 giugno 1939 e i loro motori A.74 diedero subito degli inconvenienti. Questi motori, per giudizio unanime, erano i più affidabili propulsori italiani ma è probabile che nel 1939 non fossero ancora del tutto a punto. In ogni caso, i piloti riconobbero che il C.R.42 fu uno degli aeroplani che diede i migliori risultati e sollecitarono l'ordine di un secondo lotto di cinquanta macchine. La cinquantina di C.R.42 ungheresi venne impiegata nell'aprile 1941 nel breve conflitto contro il regno jugoslavo, durante il quale vennero persi due C.R.42.. Parte dei caccia venne armato con la mitragliatrice pesante chain gun binata locale Gebauer 1940.M in calibro 12,7 × 81 mm SR, azionata dal motore dell'aereo.
Quando, nel giugno dello stesso anno (il 27) l'Ungheria dichiarò guerra all'Unione Sovietica, la reale aeronautica ungherese schierava tre gruppi caccia interamente basati sul biplano della Fiat: il 1./I, basato a Szolnok, il 1./II, a Mátyásföld e il 2./II, di base a Kolozsvár. Uno dei combattimenti aerei di maggior rilievo che vide protagonisti i caccia Fiat ebbe luogo il 10 agosto di quell'anno, quando sei C.R.42 della squadriglia 1/3 della MKHL scortarono cinque bombardieri Caproni Ca.135 in una missione di bombardamento di un ponte sul fiume Bug Orientale nella città di Nikolayev, sul Mar Nero. Gli aerei ungheresi furono attaccati da caccia sovietici Polikarpov I-16 ma i loro piloti, benché inesperti, abbatterono sei aerei sovietici. Solo un aereo ungherese, un Reggiane Re.2000, andò perso.

### Svezia

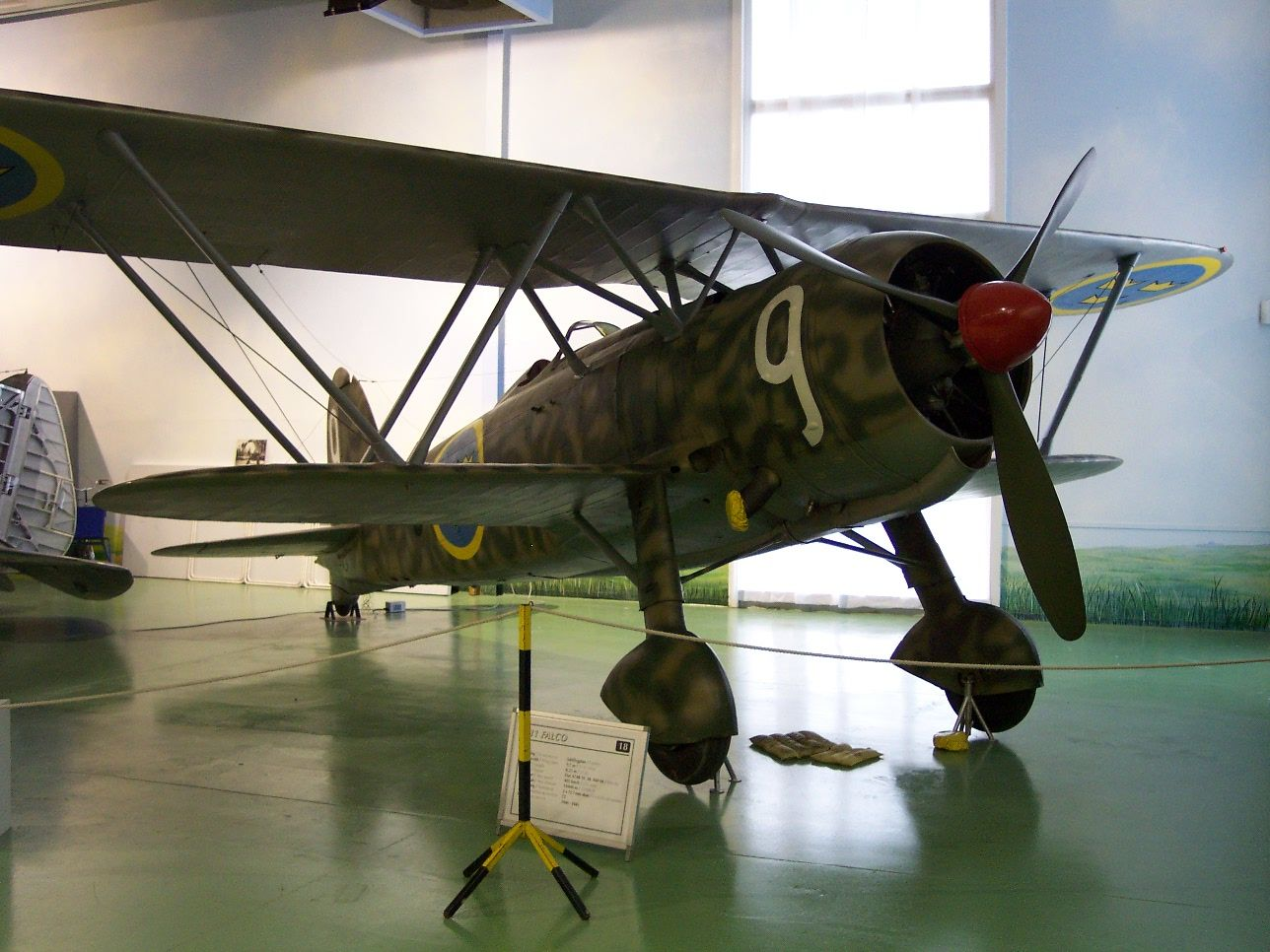
Un Fiat C.R.42, ridenominato dall'aeronautica svedese "J-11", conservato presso il Flygvapenmuseum di Linköping.

I 72 "Falco" acquistati dalla Svezia (equipaggiati con motore Bristol) non parteciparono mai alla guerra. Montavano il motore originale A.74, che, alla fine del ciclo di funzionamento, venne sostituito con il NOHAB Mercury VIII, riproduzione svedese su licenza del Bristol Mercury VIII. I C.R.42 svedesi erano designati J-11. Furono operativi fino al 1944, quando vennero relegati a compiti secondari. I "Falco" che operavano da Kiruna, nel nord della Svezia, furono equipaggiati con sci al posto delle ruote del carrello. Nella primavera del 1942, i Fiat della 1ª divisione furono spostati all'aeroporto di Luleå con il compito di intercettare gli aerei tedeschi che violavano i confini svedesi, ma non riuscirono mai a raggiungerli. I Fiat delle divisioni 2 e 3, basate a Göteborg, invece, riuscirono in un paio di occasioni a intercettare gli intrusi e a costringerli ad uscire dallo spazio aereo svedese.
Durante il servizio nell'aeronautica svedese, i C.R.42 ebbero molti guasti e rotture, dovute in parte alla scarsa qualità dei materiali utilizzati dalla fabbrica di Torino. Entro la fine del 1942, otto "Falchi" erano stati persi per guasti e incidenti. A questi se ne aggiunsero altri diciassette entro la fine del 1943. In tutto, oltre trenta C.R.42 andarono persi per incidenti e guasti meccanici. I piloti svedesi apprezzarono la maneggevolezza dei biplani italiani ma si lamentarono dello scarso armamento, della bassa velocità e degli abitacoli aperti, assolutamente inadatti al clima scandinavo.
Dopo la guerra, diciannove aerei vennero venduti a una ditta, la Svensk Flygtjänst AB, che ne usò tredici per trainare bersagli e sei come fonte di pezzi di ricambio. A questi aerei vennero assegnati matricole civili. L'ultimo Fiat fu cancellato dal registro civile nel 1949.

### Germania: l'ultima vittoria aerea di un biplano nella storia
L'ultimo abbattimento nella storia ad opera di biplano da caccia fu opera di uno sconosciuto pilota tedesco di C.R.42, in Croazia, l'8 febbraio 1945. Quel giorno, dieci C.R.42 dello Stab della 2. Staffel (comando della 2ª squadriglia) del NSGr 7 (Nachtschlachtgruppe 7 – 7º gruppo caccia notturna), decollarono dalla propria base di Agram-Gorica con il compito di mitragliare forze partigiane a nord-ovest di Sisak. A diversi chilometri a sud-est di Agram-Gorica, la formazione di C.R.42 fu attaccata dai caccia bimotori P-38 del 14th Fighter Group (14th FG – 14º gruppo caccia). Nella battaglia aerea che ne seguì, il NSGr 7 perse quattro C.R.42LW: tre abbattuti dai caccia statunitensi e uno colpito da terra. Ma anche il 14th FG, durante la missione, perse due aerei: un pilota tedesco, rimasto sconosciuto, rivendicò l'abbattimento di un P-38. Si trattò, in ogni caso, dell'ultimo abbattimento ad opera di un biplano nella storia.  Anche se questo abbattimento non è confermato oltre ogni dubbio (i P38 potrebbero essere stati oggetto anche di fuoco da terra), come invece quello del Fieseler Fi 167 (sotto i colori dell'aeronautica croata) del 10 ottobre 1944 (nel combattimento contro i P51 Mustang anche un Fi 167 fu abbattuto), si trattò però di un combattimento tra un bombardiere e dei caccia, non di uno scontro tra caccia.

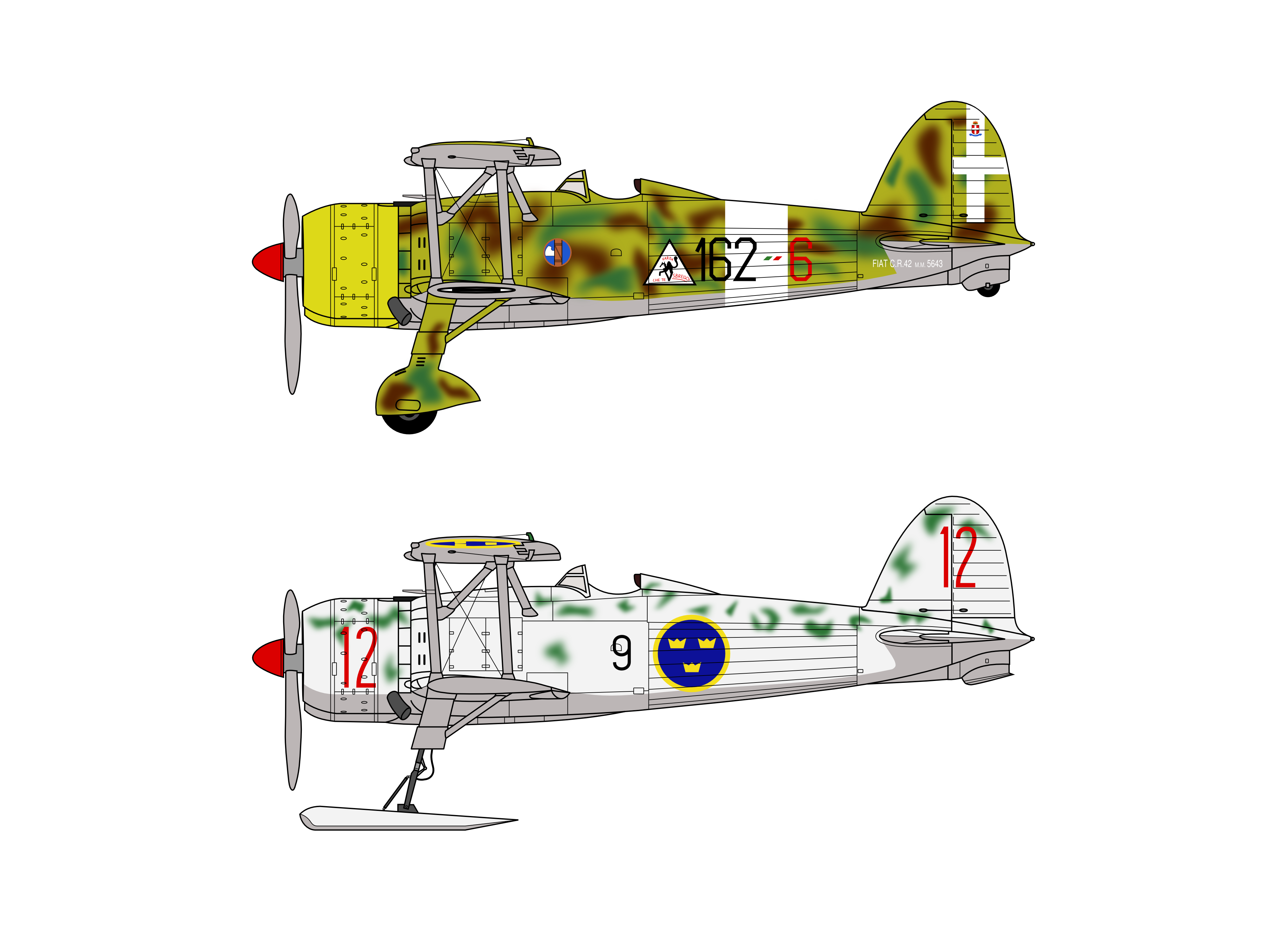
In alto: un Fiat C.R.42 della 162ª Squadriglia del 161º Gruppo Autonomo CT basato a Rodi nel 1942. Questo velivolo, ricostruito impiegando molte parti originali, è conservato al Museo storico dell'Aeronautica Militare di Vigna di Valle. In basso: un C.R.42 della Wing F 9 della Svenska Flygvapnet, basata a Kiruna, in Svezia, nel 1942. Notare il carrello dotato di sci.

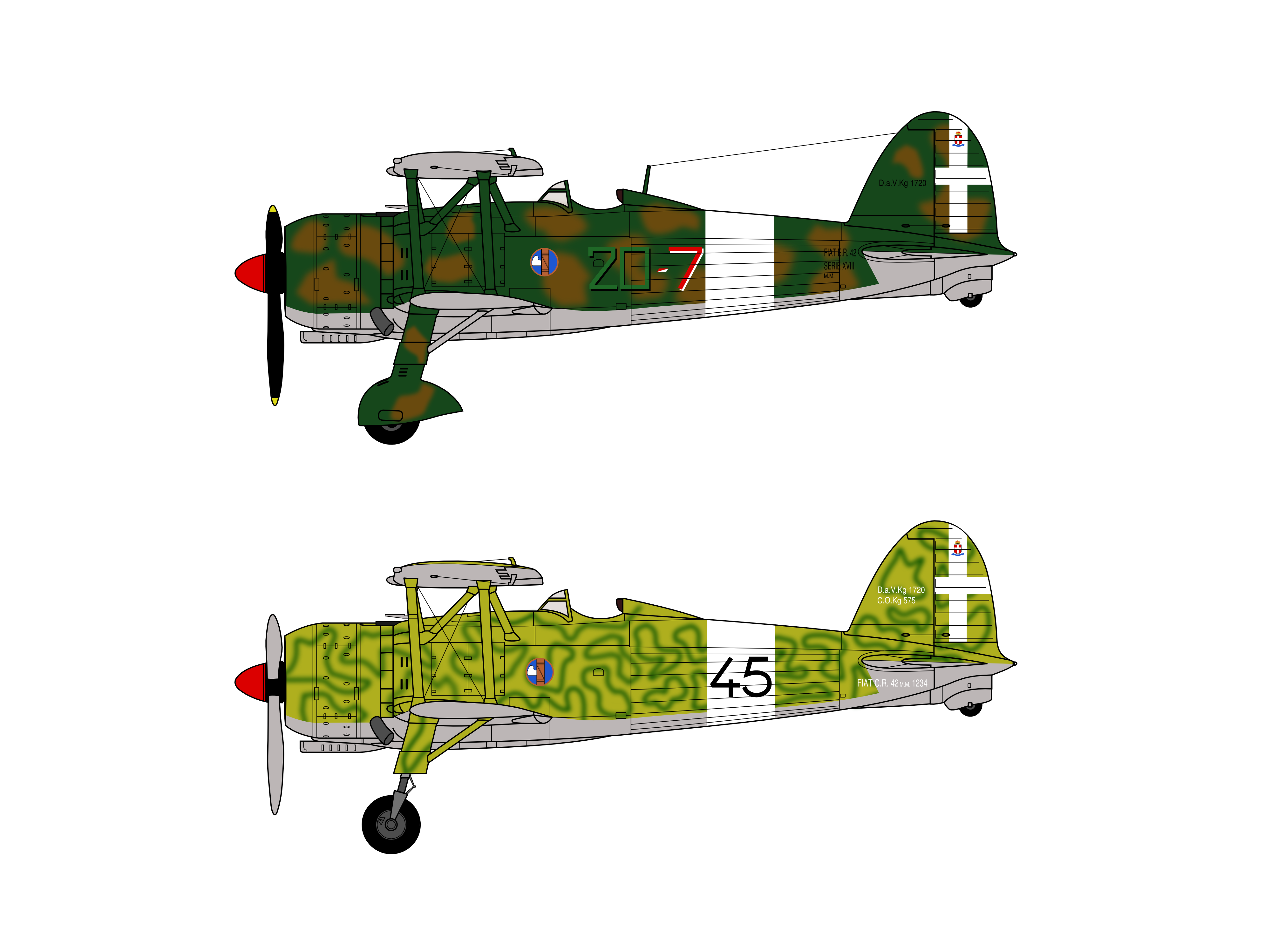
In alto: un Fiat C.R.42 della 20ª Squadriglia del 46º Gruppo del 15º Stormo Assalto della Regia Aeronautica, basato a el-Adem nel 1942. In basso: un C.R.42 della Scuola Caccia Assalto della Regia Aeronautica, basata a Ravenna nel 1942.

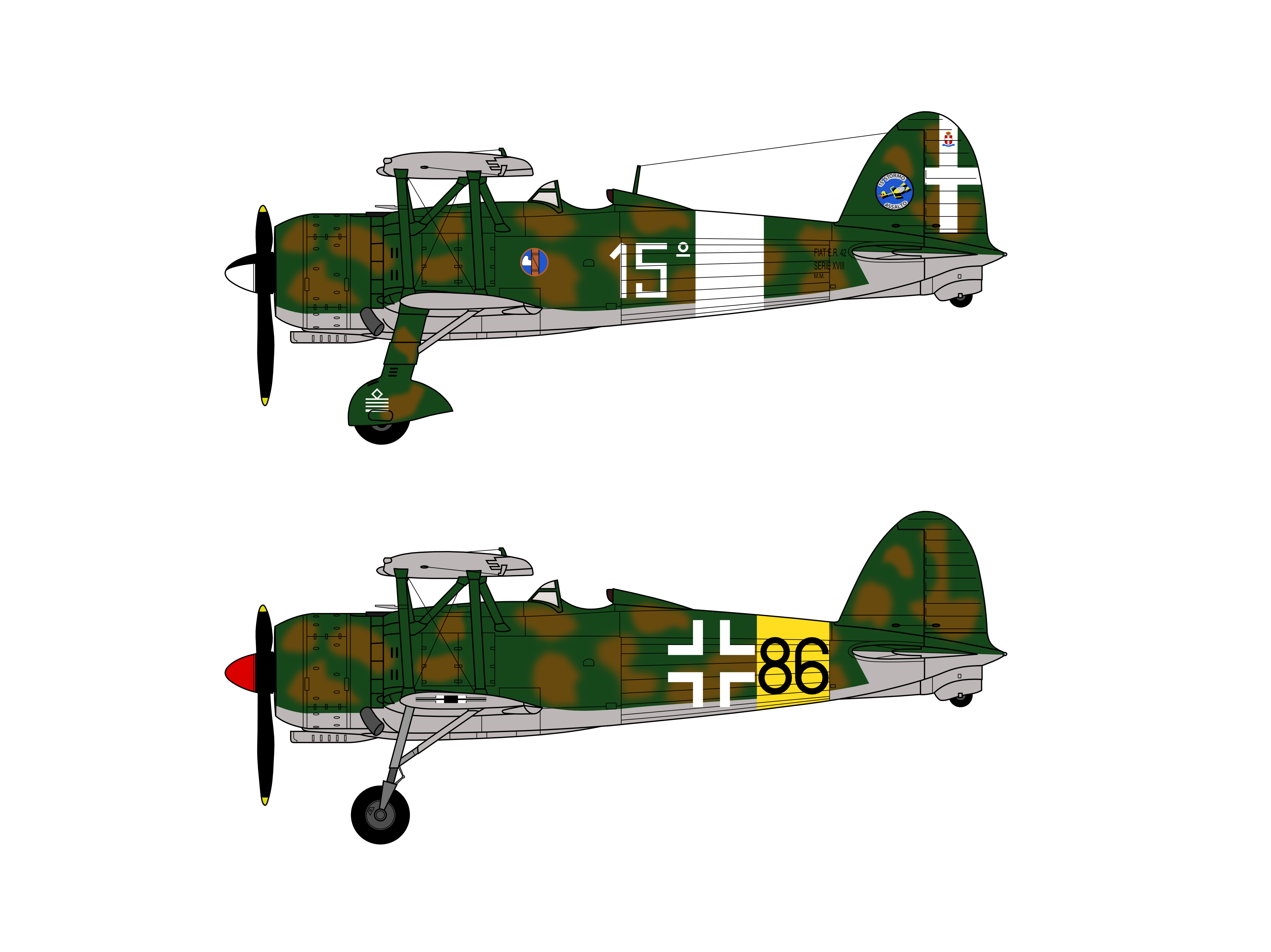
In alto: un Fiat C.R.42 del 15º Stormo Assalto della Regia Aeronautica, basato a Barca, Libia, nel 1942. In basso: un C.R.42 del JG 107 della Luftwaffe, basato a Nancy-Essay, Francia, nel 1944.

## Versioni
C.R.42AS
Versione "tropicalizzata" per operare in Africa settentrionale. Era equipaggiato di filtro antisabbia sulla presa d'aria del carburatore, radiatore esteso, ogiva dell'elica più grande. Ne esistevano le sottovarianti C.R.42AS/CB o C.R.42AS/BA con l'introduzione delle rastrelliere per le bombe, fino a un peso di 100 chili, in corrispondenza del punto di forza dei montanti alari.
C.R.42 CAI
Gli aeroplani destinati al CAI (Corpo Aeronautico Italiano) erano dotati di seggiolino corazzato (peraltro adottato come standard già nel corso della Serie I), un serbatoio ausiliario da 80 litri in fusoliera, sostituzione di una mitragliatrice da 12,7 mm con una da 7,7 (per risparmiare peso), virosbandometro, impianto ossigeno migliorato e pistola lanciarazzi; un solo esemplare ebbe una radio ricetrasmittente IMCA ARC.1 I in banda UHF.
C.R.42CN
Erano i "Falco" da caccia notturna. Dotati di radio ricetrasmittente, con scarichi prolungati, talora fin oltre la cabina per nascondere le fiammelle rilevatrici, faro da intercettazione, strumentazione aumentata e, qualche volta, bombe illuminanti. Per compensare l'aumento di peso una o entrambe le armi erano sostituite con delle 7,7 mm. Da principio i velivoli erano dipinti in nero opaco, con potenziatore di energia.
C.R.42EC
(Erogatore Chimico) con due generatori di cortine fumogene sotto le ali.
C.R.42 Egeo
Prodotto in qualche decina di esemplari, questo allestimento era caratterizzato dallo stesso serbatoio da 80 litri, che ne accresceva l'autonomia.
C.R.42 ICR
La versione idro fu studiata fin dal 1938 dalla Fiat, che poi ne affidò la realizzazione alla CMASA di Marina di Pisa. L'unico prototipo fu realizzato nel 1940. All'inizio dell'anno seguente cominciarono i collaudi a Vigna di Valle, sul lago di Bracciano. L'ICR raggiungeva i 423 km/h, l'autonomia saliva fino a 950 km, mentre la tangenza scendeva a 9 000 metri. Il peso a vuoto saliva da 1 720 a 1 850 kg, quello totale da 2 295 a 2 425 kg. Non risultando preferibile agli IMAM Ro.43 e IMAM Ro.44 già avviati, non fu mai prodotto.
C.R.42RF
Ricognitore Fotografico: ne sono stati costruiti almeno sei esemplari dotati di una fotocamera Rb.50.
C.R.42R
(Rimorchiatore) per il traino degli alianti.
C.R.42LW
Versione da attacco notturno destinata alla Luftwaffe.
C.R.42B
Era la versione biposto, quella più estesamente modificata, con fusoliera allungata e secondo posto in tandem, destinata all'addestramento. Ne furono realizzati circa quaranta esemplari, modificando cellule esistenti dall'Agusta e dalla Caproni Trento. La lunghezza aumentava di 68 centimetri, arrivando a 8,94 metri. L'altezza diminuiva di 23 centimetri mentre il peso a vuoto aumentò di soli 40 chili, arrivando a 1 760 chili, grazie allo smontaggio delle carenature di ruote e ruotino. Il peso totale saliva a 2 300 chili. La velocità massima era di 430 km/h a 5 300 metri, 8 in meno. Fino al 1945 furono mantenute le due armi.
C.R.42DB
Realizzato nel marzo 1941, questo esemplare (MM.469) fu un tentativo di rivitalizzare il progetto installando, su un C.R.42 di serie, il castello motore di un Macchi C.202, con un propulsore tedesco Daimler-Benz DB 601. Portato in volo dal collaudatore Valentino Cus, il prototipo fece registrare velocità ben superiori ai 500 km/h e fu oggetto di un ordine per 150 esemplari, presto cancellato.
Inoltre, in Svezia, i "Falco" montarono il motore Bristol Mercury VIII (prodotto su licenza dalla NoHAB)..

## Utilizzatori
Belgio

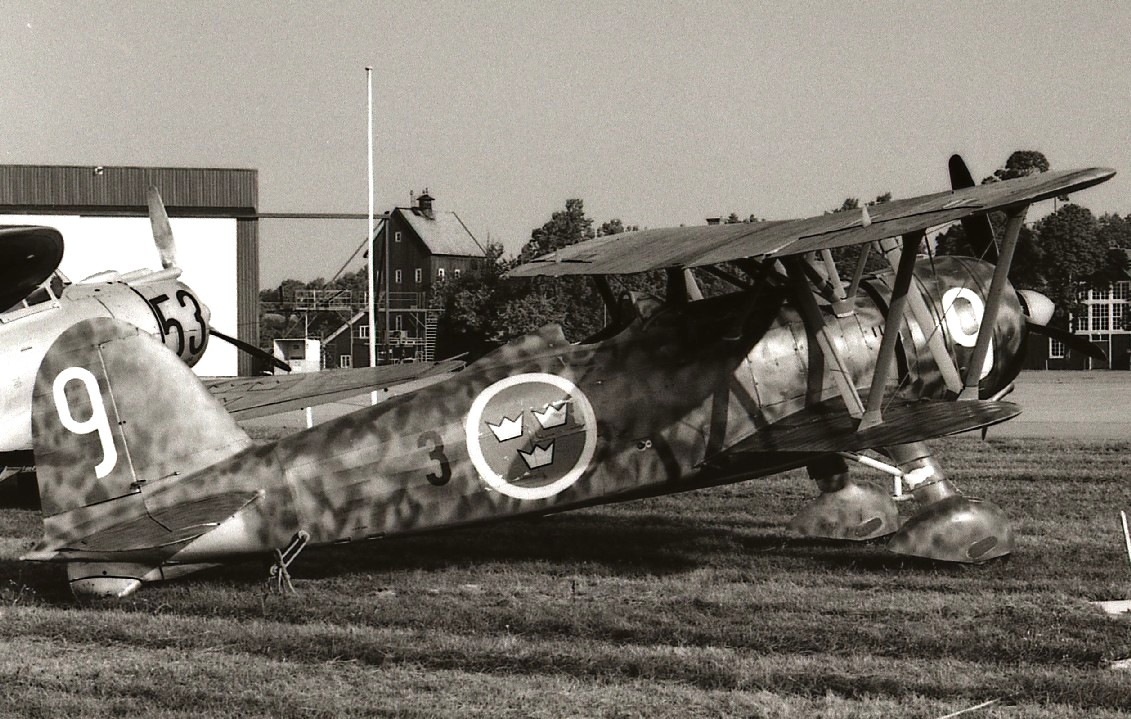
Il J11 "9" della svedese Svenska Flygvapnet in una foto del 1976.

- Aviation militaire. Il Belgio ricevette un primo lotto di 39 C.R. 42, matricola NC.221-269.

 Croazia
- Zrakoplovstvo Nezavisne Države Hrvatske

 Germania
- Luftwaffe. La Luftwaffe piazzò una commessa per 63 Fiat nel 1943-44 (serie XV), Werk-Nr. 10001-10063.[12]. L'armistizio non fermò la produzione dell'obsoleto biplano, che i tedeschi volevano impiegare in operazioni di polizia nei Balcani. Il Fiat CR.42LW (per Luftwaffe) venne prodotto fino a quando i violenti bombardamenti dell'aprile 1944 danneggiarono gravemente le linee di montaggio.

 Ungheria
- Magyar Királyi Honvéd Légierő. La fornitura per l'Ungheria era divisa in tre lotti, di, rispettivamente, 18 (NC. 300-317), 32 (NC.318-349) e 18 aerei (NC.401-418).

 Iraq
- Royal Iraqi Air Force

 Italia
- Regia Aeronautica

 Italia
- Aeronautica Militare (periodo postbellico)

 Svezia
- Svenska Flygvapnet. La Finlandia ordinò 12 "Falco" (lotto NC.2501-2512) ma in seguito l'aeronautica finlandese li rifiutò in toto; essi furono così rilevati dall'aeronautica svedese per equipaggiare la Flottilj F-9 di Säve. L'ordine inoltrato dalla Svezia era per 60 C.R. 42 (NC. 2523-2572).

 Sudafrica
- Suid-Afrikaanse Lugmag. Operò con alcuni esemplari catturati ex-Regia Aeronautica.[68]

## Esemplari attualmente esistenti
Attualmente sono 4 gli esemplari di Fiat C.R.42 Falco esistenti, 3 in esposizione museale ed un quarto in fase di restauro in Inghilterra.

### Musei

#### Regno Unito
L'unico C.R.42 originale della Regia Aeronautica ancora esistente è l'MM 5701, appartenuto alla 95ª Squadriglia del 18º Gruppo Caccia Terrestre (CT) di base ad Ursel, in Belgio, durante la Battaglia d'Inghilterra. Quest'aereo l'11 novembre 1940 durante una missione di scorta a dei bombardieri Fiat B.R.20 diretti a bombardare Harwich perse il contatto con la formazione e l'orientamento a causa della fitte nubi. Il pilota, sergente Pietro Salvadori, trovandosi a corto di carburante decise di atterrare su una spiaggia pensando di essere già sulla costa europea, invece era una spiaggia inglese vicino al faro di Orford Ness, nel Suffolk. L'aereo venne poi riparato dai britannici e impiegato per alcuni voli di collaudo per valutarne le prestazioni, in seguito venne accantonato.
Nel 1968 venne deciso di destinarlo al RAF Museum Hendon, nel 1974, completati i restauri per ripristinare livrea ed insegne originali, venne esposto nel padiglione dedicato alla battaglia d'Inghilterra.

#### Svezia
Un "Falco" svedese, NC.2453 con codice identificativo 9 9, fu conservato e si trova oggi in mostra statica nel museo dell'aeronautica svedese, (Flygvapenmuseum), a Linköping.

#### Italia
Il Fligvapnetmuseum il 25 maggio 1994 cedette all'Aeronautica Militare il relitto di un altro J11 (matricola militare svedese 2542), perso il 13 aprile 1942 in un incidente in cui era deceduto il pilota, Bertil Klintman.

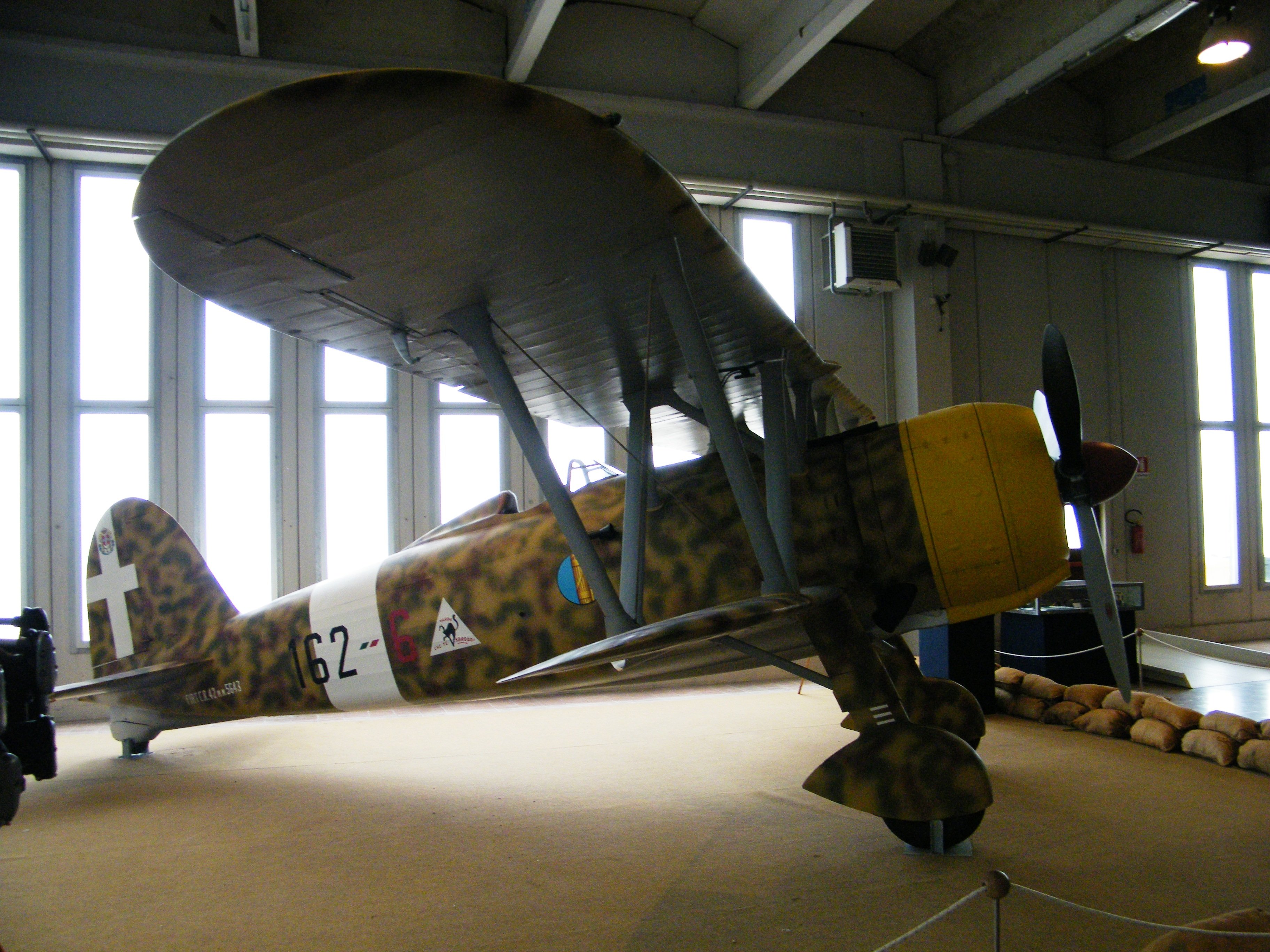
Il C.R.42 custodito al Museo storico dell'Aeronautica Militare

Il relitto comprendeva la fusoliera centrale ed altre parti alle quali vennero aggiunti pezzi e materiali ricevuti da vari musei e collezioni provenienti da Regno Unito, Stati Uniti, Germania, Francia, Belgio, Svizzera, Austria e Sud Africa. Infine le parti restanti vennero ricostruite in parte da disegni originali forniti dalla FIAT ed in parte grazie al Museo della RAF che ha acconsentito a smontare, misurare ed avere in prestito i pezzi necessari ad AREA (Associazione Restauro Aeronautico) di Varese che, in collaborazione col GAVS (Gruppo Amici Velivoli Storici), ha ricostruito un C.R.42 completo, che riproduce il MM 5643 appartenuto alla 162ª Squadriglia CT di base a Rodi nel 1941.
L'aereo completo è stato consegnato al Museo storico dell'Aeronautica Militare il 12 maggio 2005.

### The Fighter Collection
L'unico esemplare ancora in fase di restauro appartiene all'associazione The Fighter Collection che raggruppa già un buon numero di warbird riportati alle condizioni di volo. L'esemplare, anch'esso un J-11 ex Svenska Flygvapnet, rimase danneggiato durante un atterraggio di emergenza causato dal maltempo nel quale il pilota perse la vita. Il relitto venne recuperato da un elicottero nel 1983 ed è stato acquistato dall'associazione nel 1995. Nel febbraio 2006 i lavori di ristrutturazione non erano ancora stati completati.

### Libri
- (FR) AA.VV., Avions Militaires 1919-1939: profils et histoire, Paris, Hachette, 1974, ISBN non esistente.
- AA. VV., Enciclopedia dell'Aviazione, Novara, EDIPEM, 1978, ISBN non esistente.
- Bill Gunston, Gli aerei della 2ª guerra mondiale, Alberto Peruzzo editore, 1984, ISBN non esistente.
- Walter J. Boyne, Scontro di Ali. L'aviazione militare nella Seconda guerra mondiale, Milano, Mursia, 1997, ISBN non esistente.
- (EN) Brian Cull, Frederick Galea, Gladiators over Malta: The story of Faith, Hope and Charity, Wise Owl Publication, 2008, ISBN 978-99932-92-78-4.
- Italo De Marchi, Gian Paolo Borelli, FIAT CR. 42 Falco, Modena, Stem Mucchi Editore, 1994, ISBN non esistente.
- Angelo Emiliani, Giuseppe F. Ghergo, Achille Vigna, Regia Aeronautica: i fronti africani, Parma, Ermanno Albertelli editore, 1979, ISBN non esistente.
- Guglielmetti, Luca - Rebora, Andrea, La Regia Aeronautica nella Battaglia d'Inghilterra, Roma, Aeronautica Militare - Ufficio Storico, 2014, ISBN 978-88-98234-08-0.
- (EN) Håkan Gustavsson, Ludovico Slongo, Fiat CR.42 Aces of World War 2, Osprey Publishing, 2009, ISBN 978-1-84603-427-5.
- (EN) Håkan Gustavsson, Ludovico Slongo, GLADIATOR vs. CR.42 FALCO 1940-41, Osprey Publishing, 2012, ISBN 978-1-84908-708-7.
- (EN) Peter Haining, The Chianti raiders – The extraordinary story of the Italian Air Force in the Battle of Britain, London, Robson Books, 2005, ISBN non esistente.
- (EN) Robert Jackson, The Forgotten Aces - The story of the unsung heroes of World War II, London, Sphere Books Limited, 1989, ISBN non esistente.
- (EN) Lucas Laddie, Wings of war – Airmen of all nations tell their stories 1939-1945, London, Hutchinsons and Co, 1983, ISBN non esistente.
- (EN) Giovanni Massimello, Giorgio Apostolo, Italian Aces of World War Two, Osprey Publishing, 2000, ISBN 978-1-84176-078-0.
- (EN) Hans Werner Neulen, In the skies of Europe - Air forces allied to the Luftwaffe 1939-1945, Ramsbury Marlborough Crowood Press, 2005, ISBN non esistente.
- Flaminio Pagani, Ali d'aquila: duelli aerei nei cieli d'Europa, 1936-1943, Milano, Mursia, 2007, ISBN non esistente.
- Nico Sgarlato, FIAT CR.42, Parma, Delta Editrice, 2005, ISBN non esistente.
- (EN) Jon Sutherland, Diane Canwell, Air War East Africa 1940-41 The RAF versus the Italian Air Force, Barnsley (South Yorkshire), Pen and Sword Aviation, 2009, ISBN 978-1-84415-816-4.
- (EN) Przemysław Skulski, Fiat CR.42 Falco, Redbourn, UK, Mushroom Model Publications, 2007, ISBN 83-89450-34-8.
- Pietro Tonizzo, Gianfranco Munerotto, Italo De Marchi, Enzo Maio, Macchi MC.200 "saetta" - FIAT C.R.32, Modena, Stem Mucchi Editore, 1994, ISBN non esistente.

### Riviste
- JP4 - Mensile di Aeronautica, 6, anno XXXIV, giugno 2005.
- Rivista Aeronautica, maggio 1997, giugno 2001, marzo 2005.